# Hargicourt (Aisne)
Pour les articles homonymes, voir Hargicourt.
Hargicourt est une commune française située dans le département de l'Aisne, en région Hauts-de-France. Complètement détruite en 1917, elle a reçu la Croix de Guerre 1914-1918. Son histoire se singularise également par les assemblées du Désert qui s'y sont tenues au temps des persécutions contre les protestants, au XVIIIe siècle.

## Géographie

### Géographie physique

#### Nature du sol et du sous-sol
Au point de vue géologique, la région d'Hargicourt appartient au Bassin parisien. La craie sous-jacente est recouverte de différentes alluvions argileuse et de lœss. De nombreux fossiles ont été mis au jour sur le territoire communal.
Le vallon d'Hargicourt et les collines environnantes présentaient une accumulation de phosphates qui furent exploités industriellement jusqu'en 1914.
Le terrain est considéré comme très fertile sur l'ensemble de la commune.

#### Relief, paysage, végétation

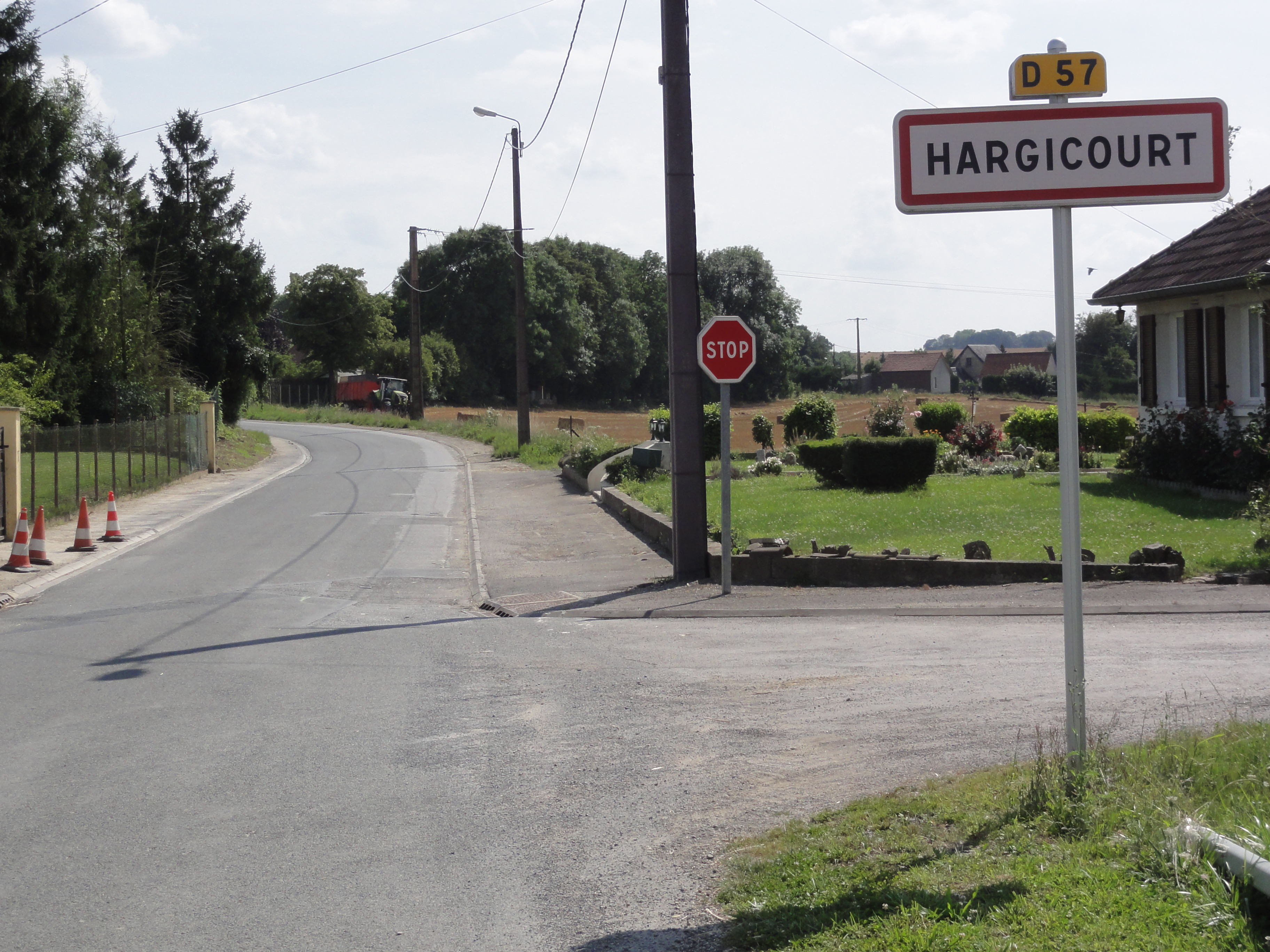
Entrée de Hargicourt.

Hargicourt est située sur le plateau du Vermandois qui occupe une position relativement élevée (environ 150 mètres d'altitude) entre les bassins de la Somme et de l'Oise au sud et celui de l'Escaut au nord.

### Hydrographie

#### Réseau hydrographique
La commune est située dans le bassin Artois-Picardie. Elle est drainée par la Cologne.
| (texte à fusionner) === Hydrographie ==== Les sources de l'Escaut sont d'ailleurs situées à Gouy à peine 6 kilomètres au nord-est d'Hargicourt (le cours de l'Escaut s'oriente immédiatement vers le nord) tandis que la Cologne, affluent de la Somme, prend sa source à Hargicourt et s'écoule globalement vers l'ouest. La Somme prend quant à elle sa source à Fonsomme à 15 kilomètres au sud-est d'Hargicourt et s'écoule aussi vers l'ouest. Après 23 kilomètres de cours, la Cologne se jette dans la Somme à Péronne. La source de la Cologne se trouve dans la partie est du territoire communal qui est la plus élevée. Le terrain descend ensuite doucement vers l'ouest pour atteindre la position du centre village, situé dans une zone autrefois marécageuse alimentée par les eaux de la Cologne. |

La Cologne, d'une longueur de 23 km, prend sa source dans la commune  et se jette  dans la Somme dans la commune de Doingt, face à Péronne.

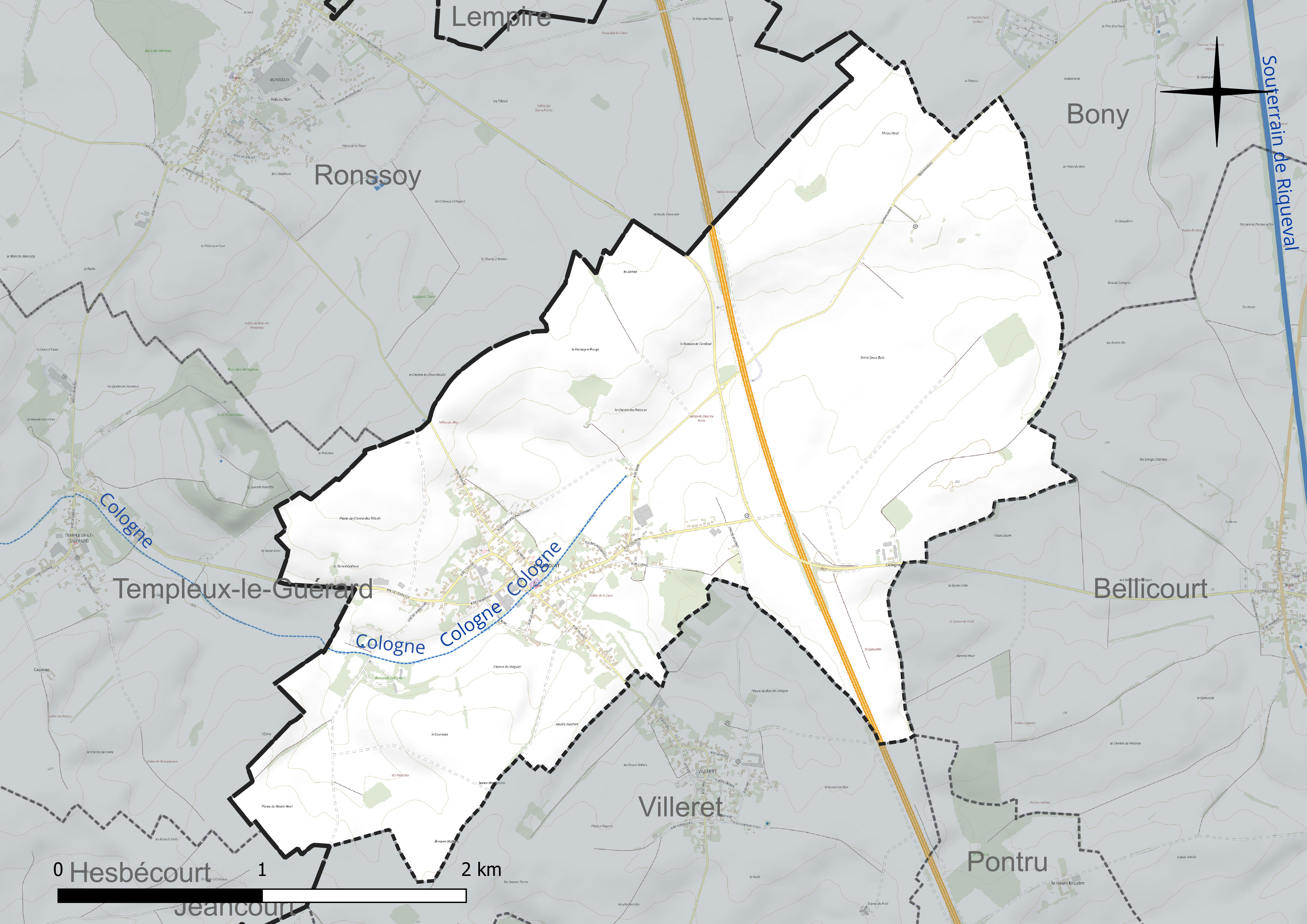
Réseau hydrographique d'Hargicourt.

#### Gestion et qualité des eaux
Le territoire communal est couvert par le schéma d'aménagement et de gestion des eaux (SAGE) « Haute Somme ». Ce document de planification concerne un territoire de 1 798 km2 de superficie, délimité par le bassin versant de la Haute Somme est constitué d'un réseau hydrographique complexe de cours d'eau, de marais, d'étangs et de canaux. Le périmètre a été arrêté le 21 avril 2006 et le SAGE proprement dit a été approuvé le 15 juin 2017. La structure porteuse de l'élaboration et de la mise en œuvre est le syndicat mixte d'aménagement hydraulique du bassin versant de la Somme (AMEVA).
La qualité des cours d'eau peut être consultée sur un site dédié géré par les agences de l'eau et l'Agence française pour la biodiversité.

### Climat
Pour des articles plus généraux, voir Climat des Hauts-de-France et Climat de l'Aisne.
En 2010, le climat de la commune est de type climat océanique dégradé des plaines du Centre et du Nord, selon une étude du CNRS s'appuyant sur une série de données couvrant la période 1971-2000. En 2020, Météo-France publie une typologie des climats de la France métropolitaine dans laquelle la commune est exposée à un climat océanique et est dans la région climatique Nord-est du bassin Parisien, caractérisée par un ensoleillement médiocre, une pluviométrie moyenne régulièrement répartie au cours de l'année et un hiver froid (3 °C).
Pour la période 1971-2000, la température annuelle moyenne est de 9,9 °C, avec une amplitude thermique annuelle de 15,2 °C. Le cumul annuel moyen de précipitations est de 755 mm, avec 12,2 jours de précipitations en janvier et 9,3 jours en juillet. Pour la période 1991-2020, la température moyenne annuelle observée sur la station météorologique la plus proche, située sur la commune d'Épehy à 6 km à vol d'oiseau, est de 10,6 °C et le cumul annuel moyen de précipitations est de 752,8 mm,. Pour l'avenir, les paramètres climatiques de la commune estimés pour 2050 selon différents scénarios d'émission de gaz à effet de serre sont consultables sur un site dédié publié par Météo-France en novembre 2022.

### Communes limitrophes
| Le Ronssoy (Somme)          | Bony       |            |
| Templeux-le-Guérard (Somme) | Hargicourt | Bellicourt |
| Hesbécourt (Somme)          | Villeret   |            |

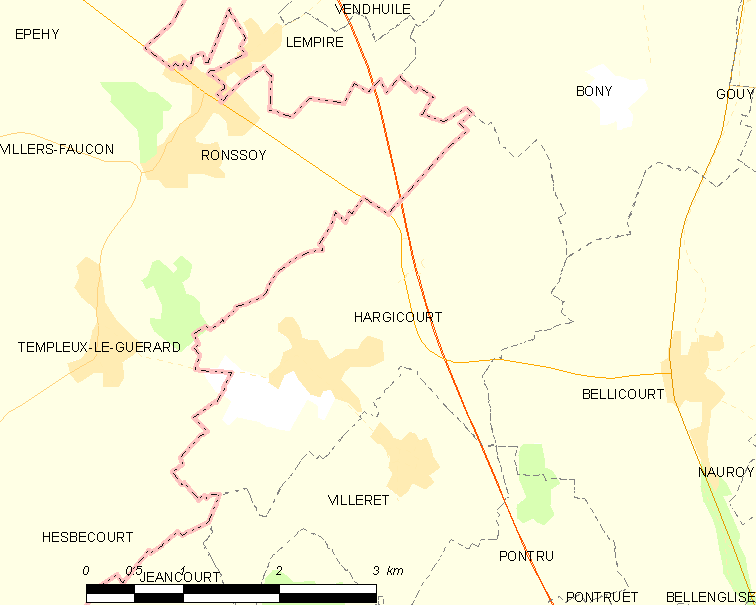
Hargicourt et les communes environnantes.

Le village d'Hargicourt est situé à environ 16 kilomètres au nord - nord-ouest de Saint-Quentin et à quelque 3 kilomètres à l'ouest de la route qui relie Saint-Quentin à Cambrai, autrefois dénommée route nationale 44 et aujourd'hui, pour ce qui concerne le département de l'Aisne, route départementale 1044. Le territoire communal est aujourd'hui traversé par l'autoroute A26.

## Urbanisme

### Typologie
Au 1er janvier 2024, Hargicourt est catégorisée commune rurale à habitat dispersé, selon la nouvelle grille communale de densité à 7 niveaux définie par l'Insee en 2022.
Elle est située hors unité urbaine. Par ailleurs la commune fait partie de l'aire d'attraction de Saint-Quentin, dont elle est une commune de la couronne,. Cette aire, qui regroupe 120 communes, est catégorisée dans les aires de 50 000 à moins de 200 000 habitants,.

### Occupation des sols
L'occupation des sols de la commune, telle qu'elle ressort de la base de données européenne d'occupation biophysique des sols Corine Land Cover (CLC), est marquée par l'importance des territoires agricoles (93,3 % en 2018), en diminution par rapport à 1990 (94,2 %). La répartition détaillée en 2018 est la suivante : terres arables (88,1 %), zones urbanisées (6,7 %), prairies (5,2 %).
L'évolution de l'occupation des sols de la commune et de ses infrastructures peut être observée sur les différentes représentations cartographiques du territoire : la carte de Cassini (XVIIIe siècle), la carte d'état-major (1820-1866) et les cartes ou photos aériennes de l'IGN pour la période actuelle (1950 à aujourd'hui).

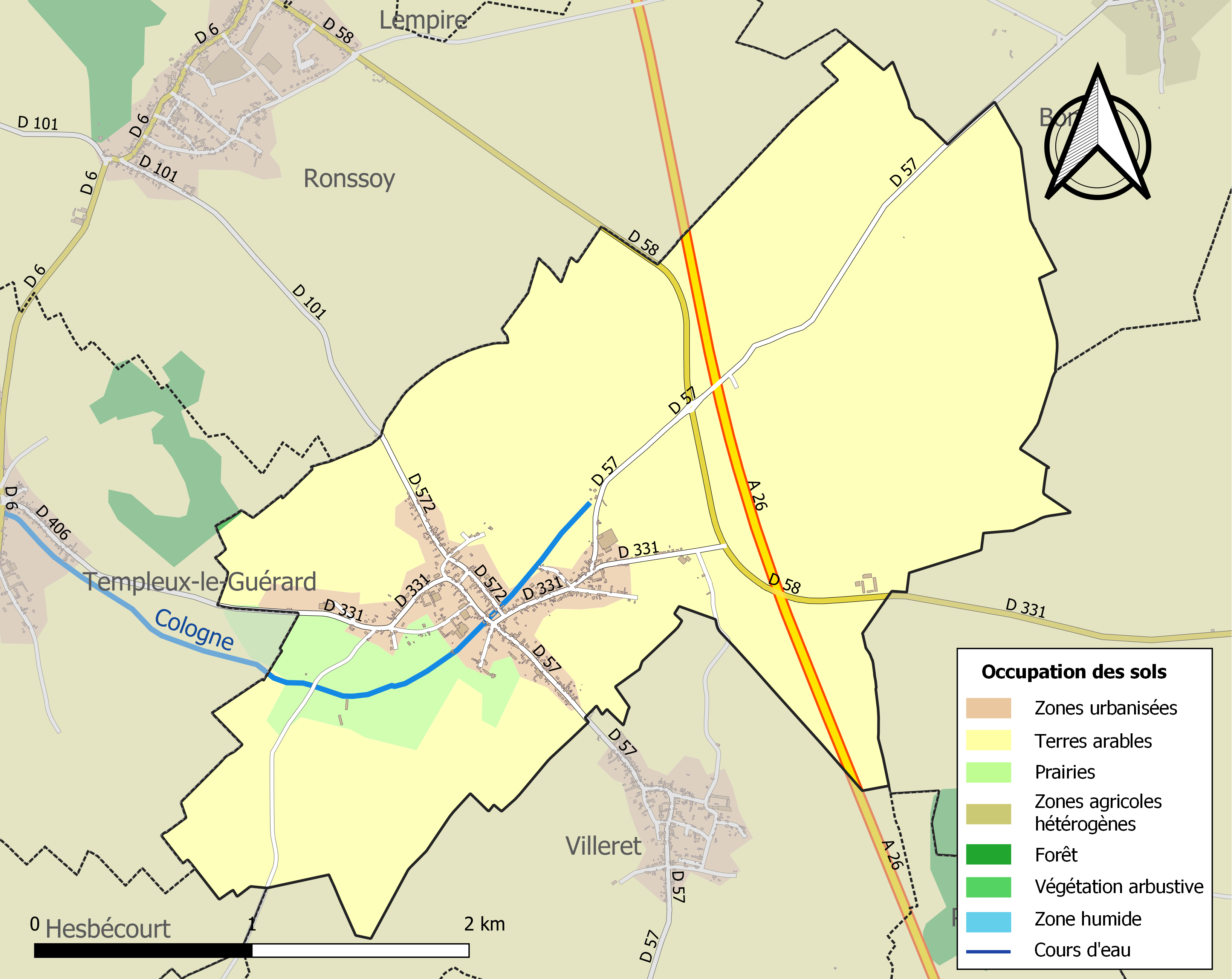
Carte de l'occupation des sols de la commune en 2018 (CLC).

## Toponymie
On trouve le nom du village écrit Hangicort en 1200 dans le cartulaire de l'abbaye du Mont-Saint-Martin et Argicort en 1201 dans le cartulaire de la cathédrale de Noyon,.
En toponymie française, le mot court, qui provient du latin cohort « cour de ferme », est employé surtout à partir du VIe siècle, pour évoquer en principe un domaine rural et essentiellement composé avec des noms de personnes germaniques. À partir du VIIe siècle interviennent des compositions avec le mot -ville. L'étymologie d'Hargicourt est donc vraisemblablement Hartgildis-cohort du nom franc du propriétaire du domaine dont dépendait le village.

## Histoire

### Préhistoire
Le site de la ferme de Cologne a été occupé dès le paléolithique comme l'atteste la découverte par l'archéologue Pilloy d'un dépôt important d'artefacts en silex taillé.

### Antiquité
Le territoire communal était compris dans l'ancienne forêt d'Arrouaise et faisait partie du territoire de la tribu gauloise des Viromanduens.
Le défrichage du bois de Cologne à partir de 1848 fournit quant à lui la preuve de l'occupation du même site par les Romains.

### Moyen Âge
Au Moyen Âge, siège de seigneurie, en son centre on trouvait la maison forte de la Cologne. L'enclos seigneurial est entouré d'une enceinte, une grange, qui a sa propre entrée se trouve face au donjon, à proximité de la mare.
Le village a été ravagé par plusieurs des invasions qui ont traversé le Nord de la France : dès le début de la guerre de Cent Ans, en 1359, les soldats d'Édouard III d'Angleterre pillent la région ; plusieurs autres pillages ont lieu pendant cette guerre.

### Époque moderne

#### Guerres et destructions
En 1524, alors que le roi de France François Ier est en difficulté en Italie dans le cadre de la sixième guerre d'Italie, les Anglais, lançant leur campagne à partir de leur bastion de Calais, pillent à nouveau la région. Le 9 octobre 1536, les troupes d'Henri III de Nassau-Breda, général au service de l'empereur Charles Quint, occupent Hargicourt et le soumettent à une sévère contribution. En 1557, le siège de Saint-Quentin est l'occasion de nouveau ravages tant de la part de l'armée espagnole que des troupes françaises. Le traité du Cateau-Cambrésis ramène la paix en 1559.
Le 15 juin 1650, de passage à l'occasion de la bataille du Catelet, les troupes de Turenne commettent divers excès et ruinent le village.

#### Hargicourt, haut-lieu du protestantisme picard
En 1691, alors que la France connaît les rigueurs de la révocation de l'édit de Nantes (1685), le village, ainsi que quelques autres localités environnantes (notamment Templeux-le-Guérard et Jeancourt), connaît une conversion de masse au protestantisme à la suite des visites du prédicant itinérant Gardien Givry. Les prédications clandestines ont lieu au lieu-dit la Boîte à Cailloux, vallon isolé situé à quelque distance de ces villages sur le territoire d'Hesbécourt, où se trouve actuellement une stèle commémorative. La communauté protestante reste ensuite fortement implantée dans le village.
Les villages où il y avait des protestants communiquaient par des anciens chemins tels que la route de Saint-Quentin au Câtelet par Lehaucourt — aujourd'hui un chemin creux dit la vieille route de Cambrai  — ou bien une ligne de routes, de chemins et de simples voyettes qu'on peut suivre facilement sur la carte et qui va d'est en ouest (et sur la lisière de l'ancienne forêt) de Bohain à Péronne en passant par Brancourt, Montbrehain, Ramicourt, Joncourt, Nauroy, Bellicourt, Hargicourt, Templeux-le-Guérard et Roisel. Or, toutes ces localités sont précisément de celles où il y avait des communautés protestantes. Ces chemins creusés par le passage séculaire des chariots se prêtaient admirablement à des va-et-vient secrets. Une partie de ce chemin, derrière Montbrehain, est dénommé chemin des Huguenots.
Après le traité d'Utrecht, des garnisons hollandaises viennent occuper les villes dites de la Barrière (Tournai, Armentières, Menin, Ypres et Namur) et avec eux des pasteurs protestants tout disposés à aider leurs coreligionnaires persécutés en France. Dès lors et jusqu'à l'édit de tolérance de 1787, certains protestants d'Hargicourt et d'autres villages se rendent régulièrement à Tournai à pied pour célébrer Pâques, la Pentecôte ou pour les mariages afin d'éviter la confession et la messe. Le voyage, qui évitait les grandes villes, faisait environ 90 kilomètres et était réputé user une paire de sabots à l'aller et une paire au retour. Le curé baptisait les enfants protestants en usant des formules destinées aux enfants illégitimes puisque les parents ne s'étaient pas mariés devant lui.

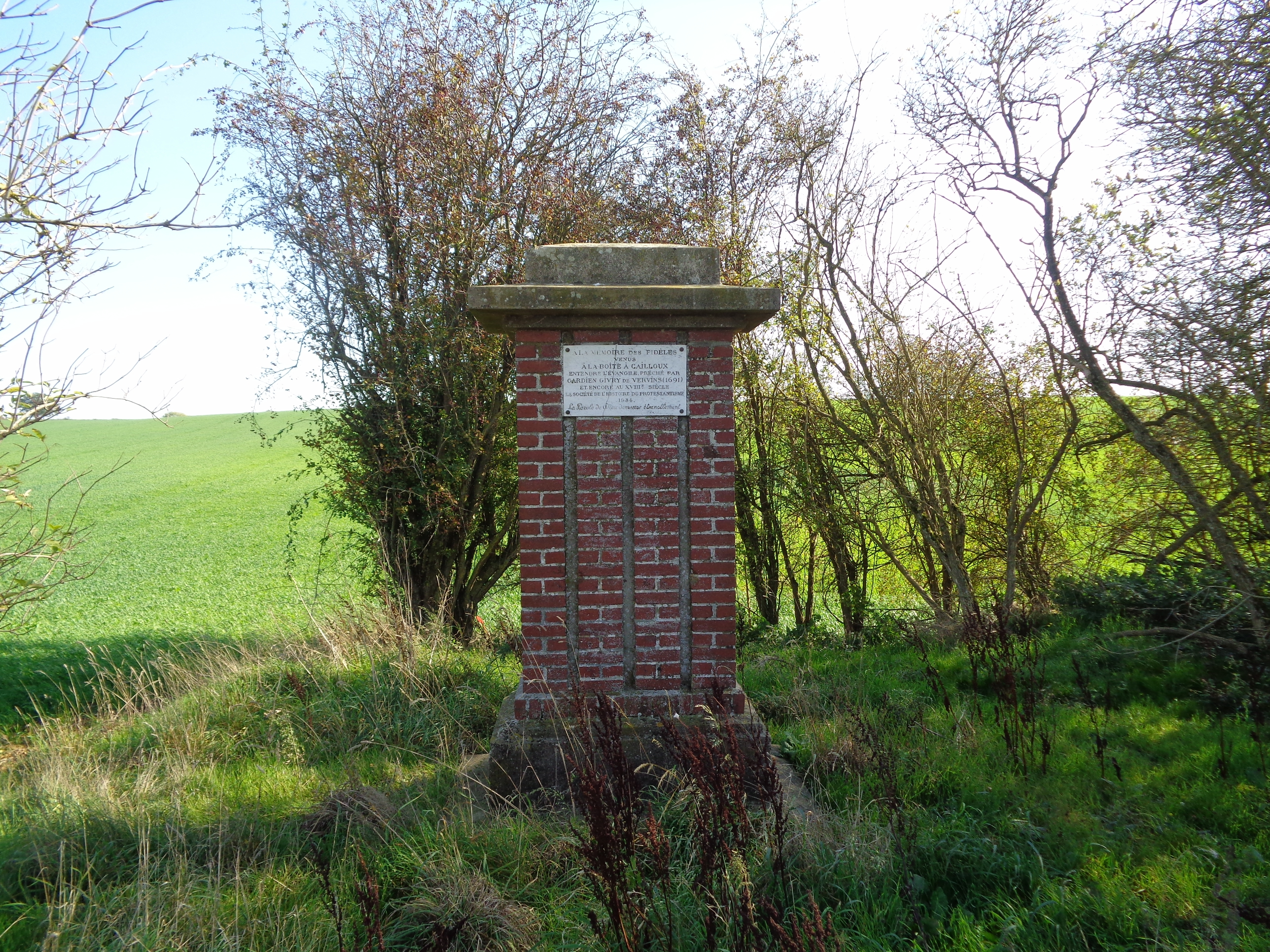
La stèle de la Boîte à Cailloux en 2017.
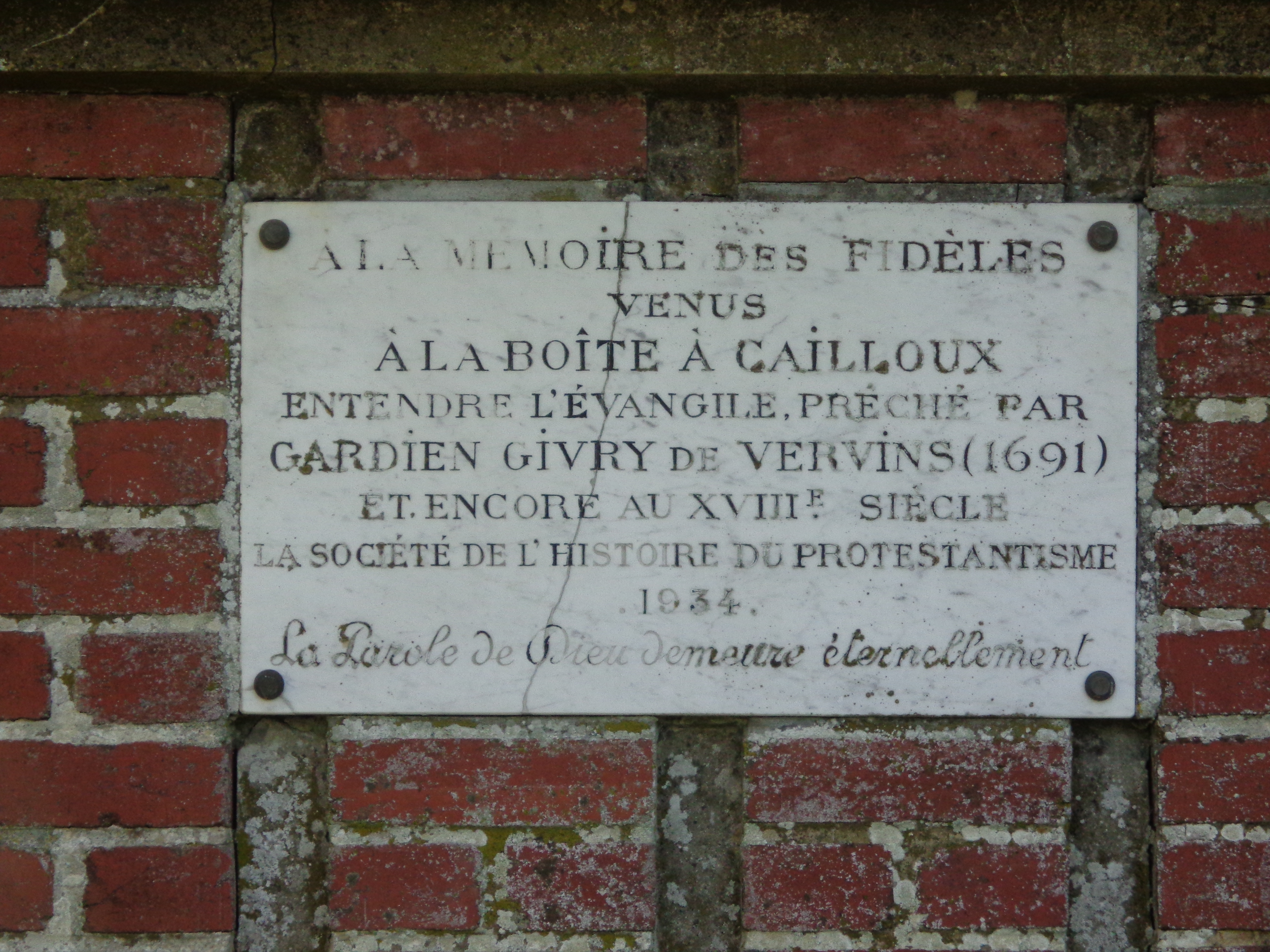
Plaque commémorative sur la stèle.
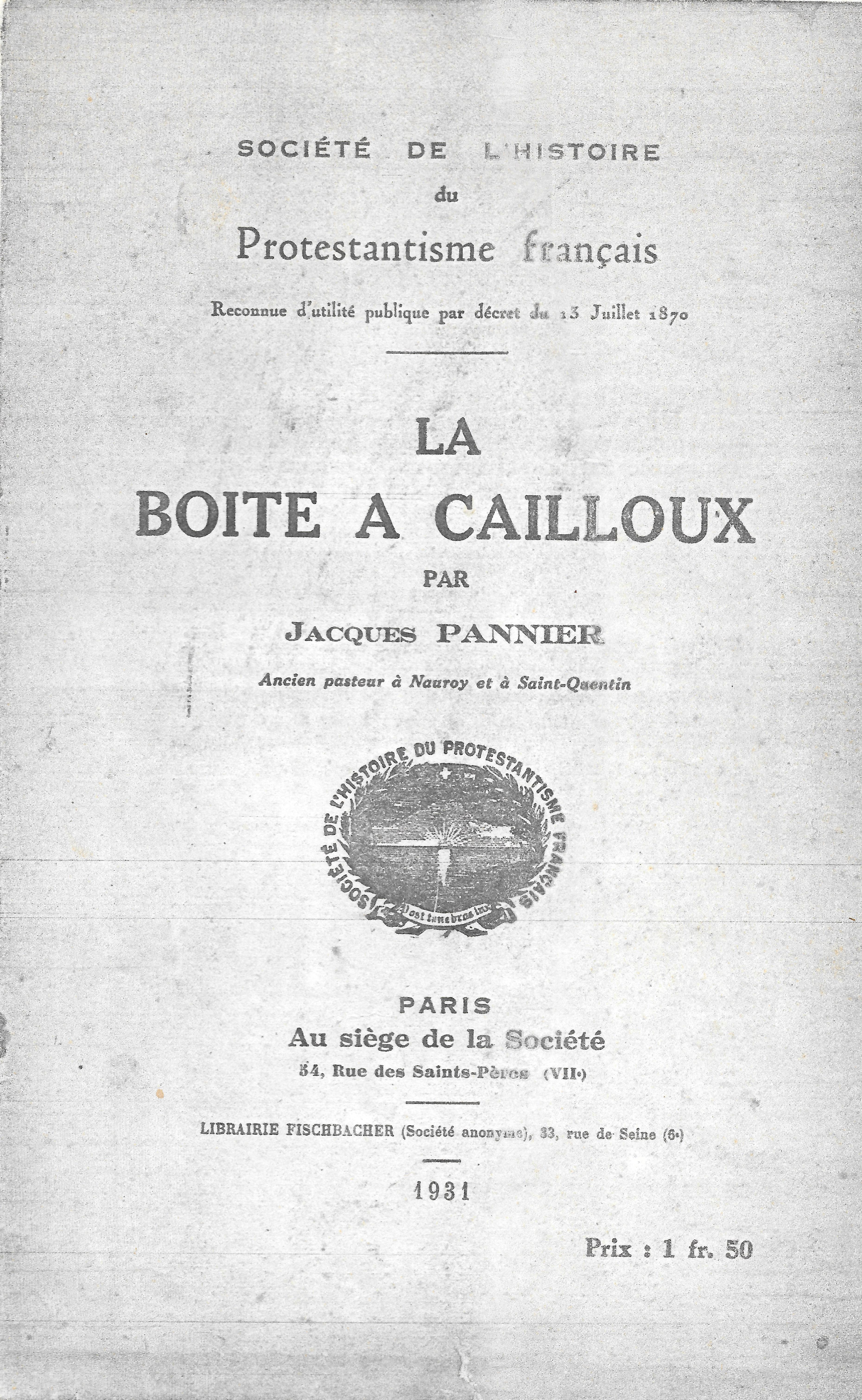
Plaquette éditée en 1931 lors de l'érection de la stèle.
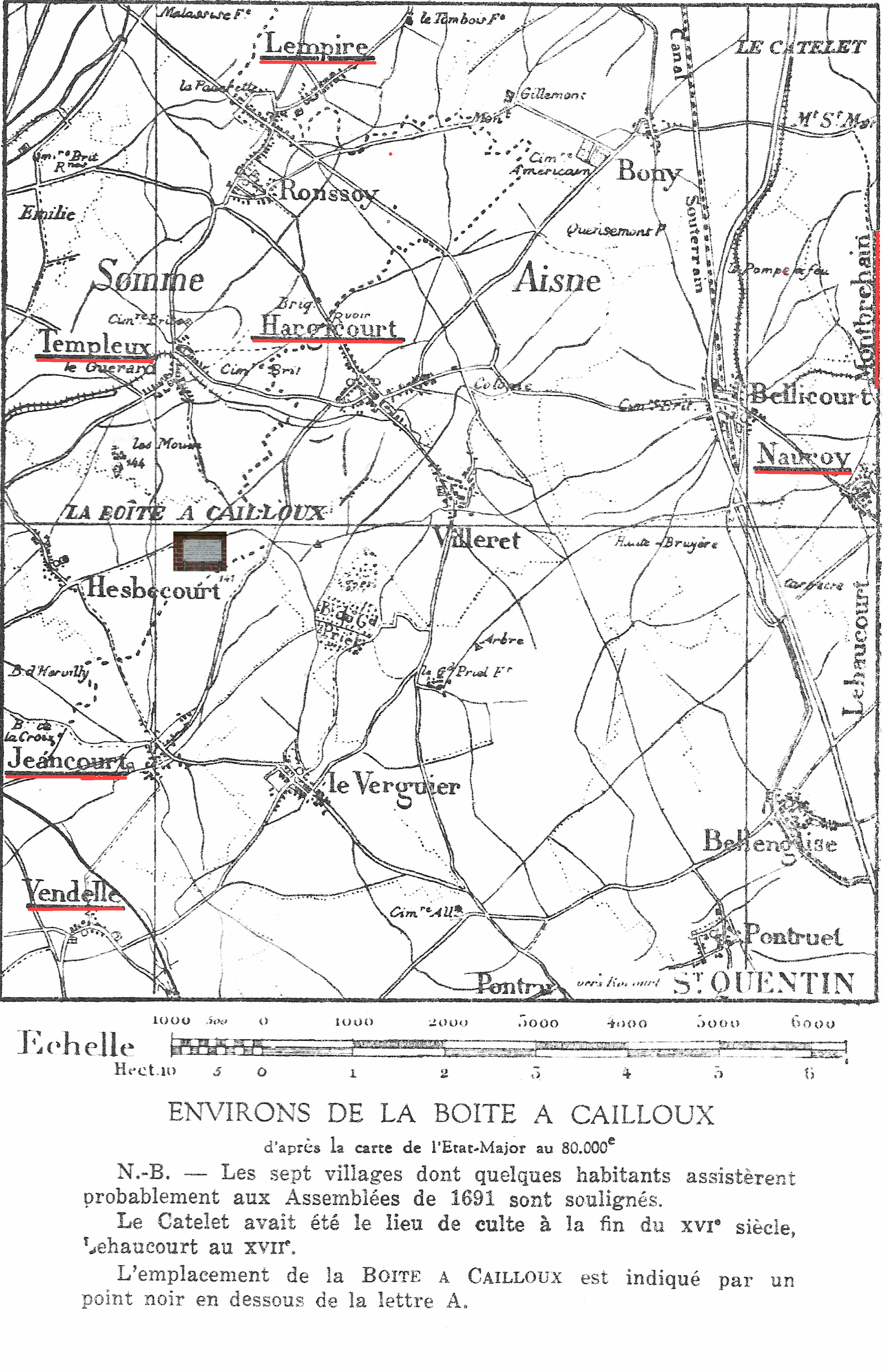
Plan des 7 villages.
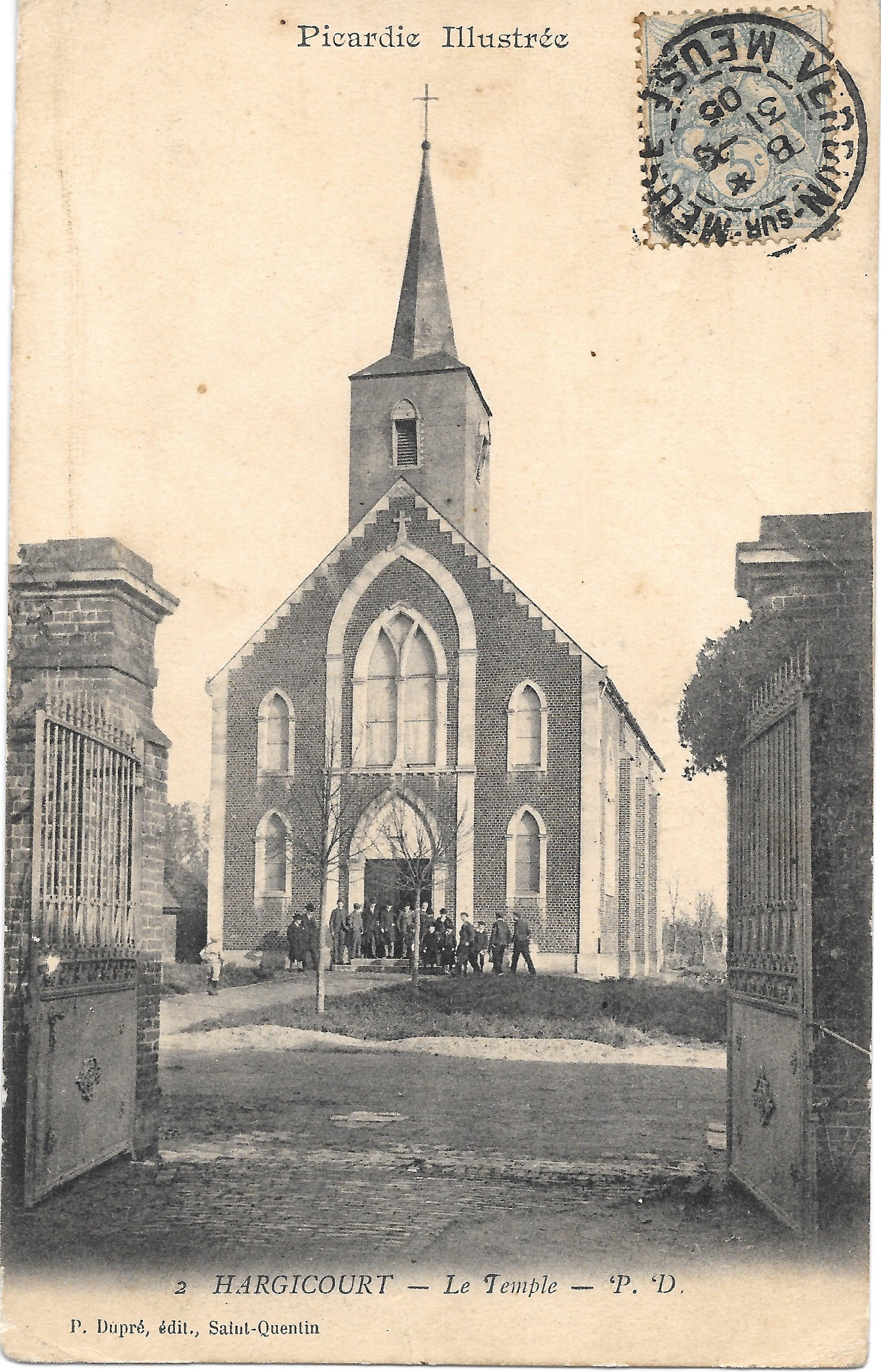
L'ancien temple détruit par les Allemands en 1917.
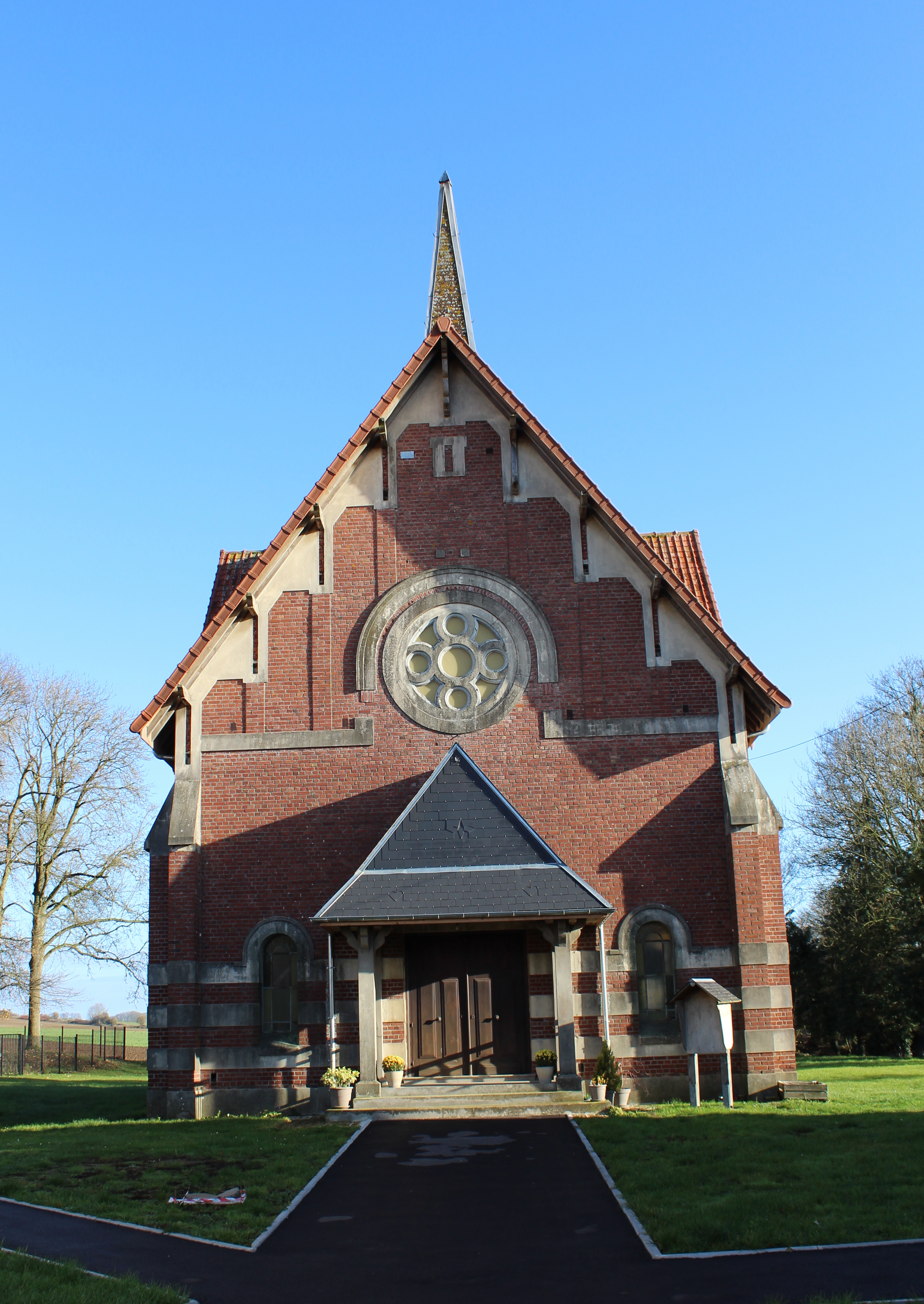
Le temple en 2017.

### Époque contemporaine

#### La Révolution française à Hargicourt
Les habitants d'Hargicourt accueillirent la Révolution avec enthousiasme. On la célébra par des fêtes patriotiques, on planta un arbre de la liberté. Catholiques et protestants se réunirent pendant quelque temps dans l'église transformée en temple de la raison.

#### Jean-Pierre Trocmé, soldat de l'Empire
Le Premier Empire vit partir beaucoup de jeunes gens dans les armées de Napoléon, dont beaucoup de revinrent pas. Jean-Pierre Trocmé, dit Crin, maire d'Hargicourt de 1830 à 1848, vétéran des campagnes d'Espagne, d'Allemagne, de Moldavie et de Hollande, ne dut, dit-on, sa survie qu'à sa désertion de la Grande Armée pendant sa désastreuse campagne de Russie.

#### La Restauration et la Révolution de 1848
La Restauration de 1815 à 1830 correspond à une période de développement économique pendant laquelle le textile apporta une certaine prospérité au village. La Révolution de 1848 fut bien accueillie par la population mais apporta un ralentissement économique.

#### Guerre de 1870, Hargicourt pillé
Au cours de la Guerre franco-allemande de 1870, début janvier 1871, les troupes prussiennes en retraite après le coup d'arrêt qui leur avait été donné à Bapaume par le général Faidherbe pillèrent le village.

#### Première Guerre mondiale, Hargicourt anéanti

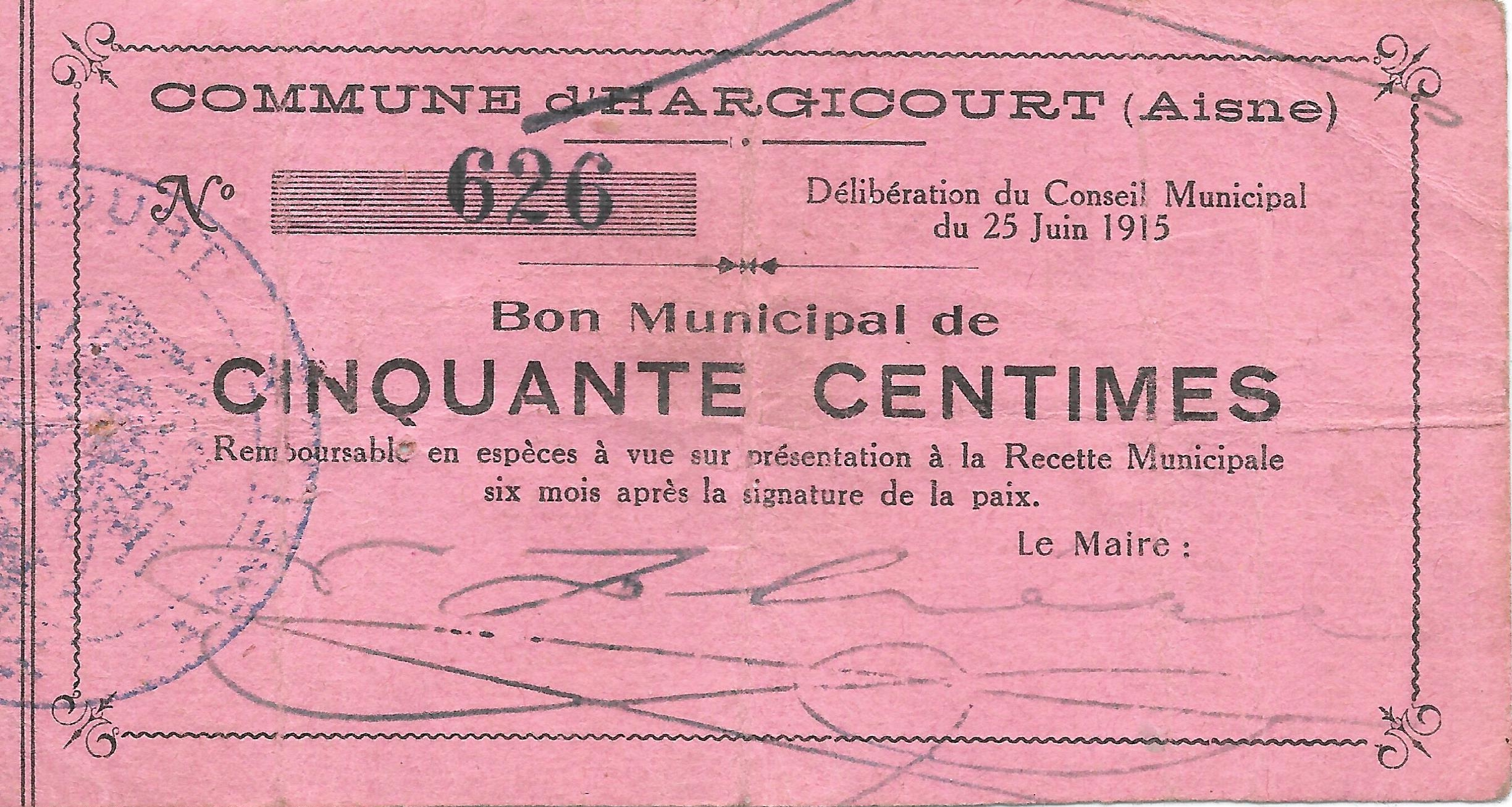
Bon municipal de 50c émis en 1915 par le Conseil municipal remboursable six mois après la signature de l'armistice.

Mais c'est la guerre de 1914-1918 qui va représenter un véritable calvaire pour les habitants d'Hargicourt. Envahi en 1914, libéré après la bataille de la Marne, repris par les Allemands une semaine plus tard, Hargicourt fut soumise aux rigueurs de l'occupation et proprement rançonné par l'occupant : tous les matériaux sont réquisitionnés, la population est parfois soumise au travail forcé. Voici des extraits d'un arrêté de la kommandantur d'Holnon valable pour 25 communes de la région : 
« Holnon le 22 juillet 1915.
Tous les ouvriers et les femmes et les enfants de 15 ans sont obligés de faire travaux des champs tous les jours aussi dimanche de quatre heure du matin jusque huit heure du soir [...]
Après la récolte les fainéants seront emprisonnés 6 mois [...]
Les femmes fainéantes seront exilées à Holnon pour travailler. Après la récolte, les femmes seront emprisonnées 6 mois.
Les enfants fainéants seront punis de coups de bâton. De plus le commandant réserve de punir les ouvriers fainéants de 20 coups de bâton tous les jours.
Les ouvriers de la commune Vendelles sont punis sévèrement »
— « Nouvelles de France : chronique hebdomadaire de la presse française » , sur Gallica, 22 novembre 1917 (consulté le 29 août 2020).
. 

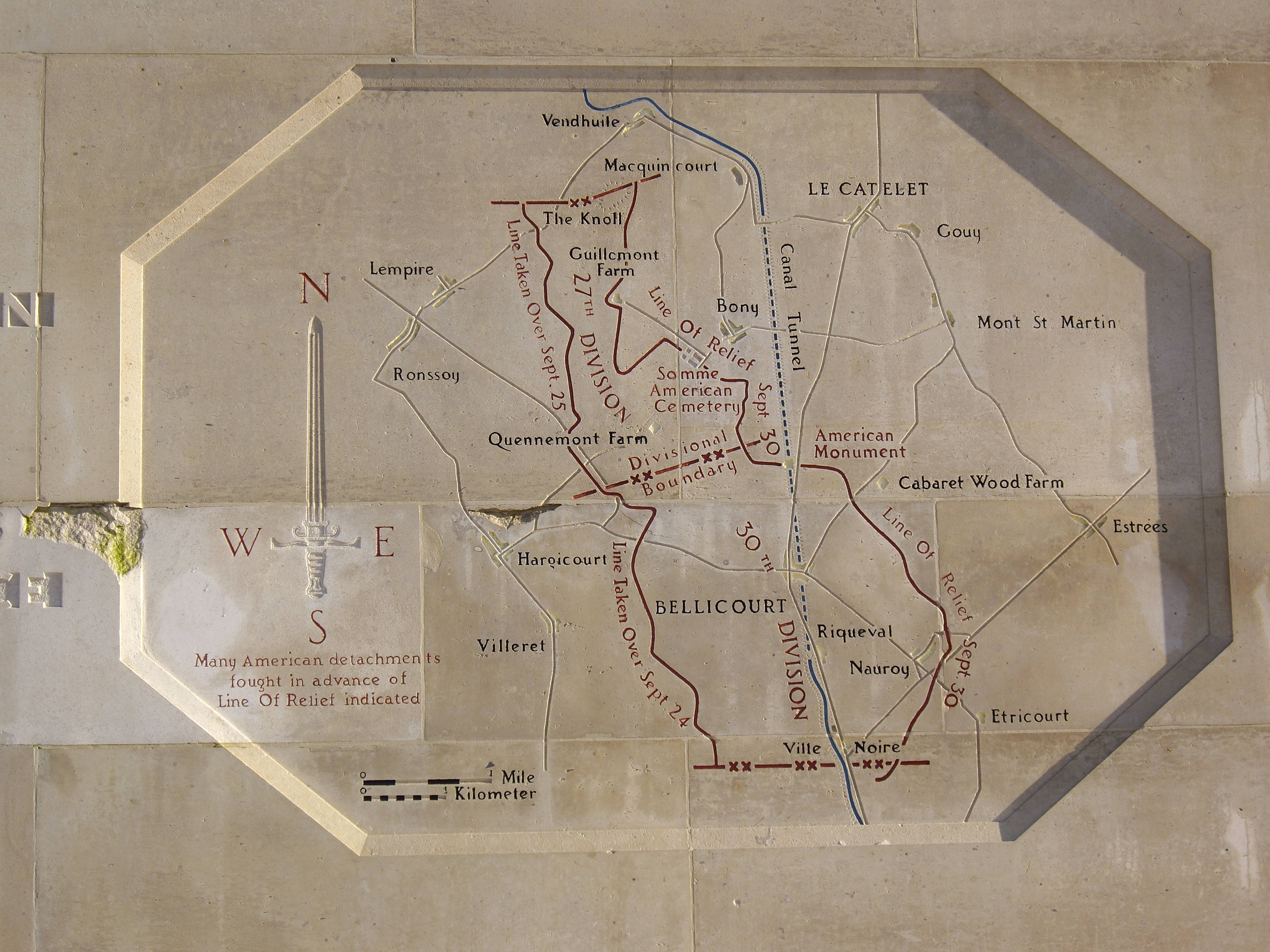
Carte gravée dans la pierre du mémorial de Bellicourt montrant l'offensive américaine victorieuse sur la ligne Hindenburg (septembre 1918).

 À partir de fin 1915, un peu de ravitaillement hispano-américain arrivant par la Belgique soulage un peu la population. En 1916 toujours, pendant la terrible bataille de la Somme qui fait rage pendant trois mois et demi à une vingtaine de kilomètres plus à l'ouest, Hargicourt sert de lieu de repos pour les troupes allemandes et accueille des prisonniers russes et roumains chargés de creuser les tranchées de la ligne Hindenburg entre Bellicourt et Hargicourt.
En mars 1917, l'armée allemande se replie stratégiquement sur la ligne Hindenburg, qui s'appuie sur canal de Saint-Quentin, à quelques kilomètres à l'est d'Hargicourt. Elle fait évacuer les populations civiles du Vermandois, y compris Saint-Quentin. Hargicourt fait partie des villes et villages évacués (plus de 100 000 évacués français sont dénombrés en Hainaut (Belgique) en mai 1917.) Les Allemands détruisent alors méthodiquement le village avant de l'évacuer.

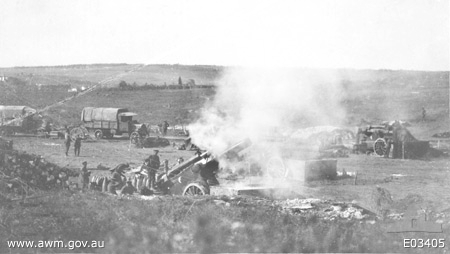
Obusier anglais de calibre 9,2 pouces (234 mm) en action à Hargicourt le 1er octobre 1918 (image de l'Australian War Memorial).

Le territoire d'Hargicourt est pris par les troupes anglaises en avril 1917, mais repris par les Allemands le 21 mars 1918 dans le cadre de l'offensive allemande sur l'Aisne de 1918 puis repris les troupes australiennes le 18 septembre 1918 (bataille de la ligne Hindenburg). Trois cents soldats britanniques (y compris du Commonwealth) sont tués sur le territoire de la commune pendant ces opérations militaires et sont inhumés au cimetière militaire britannique d'Hargicourt. Le 24 septembre, les Australiens sont relevés par les 27e et 30e divisions américaines. Ce sont elles qui donnent à partir d'Hargicourt l'assaut victorieux sur la ligne Hindenburg dans la zone de Bellicourt le 29 septembre 1918 au prix de pertes très élevées (90 000 hommes sont engagés, plus de 2 000 sont tués ou portés disparus, voir à ce sujet l'impressionnant mémorial américain de Bellicourt et le cimetière et mémorial américain de la Somme à Bony.) Le 30 septembre, deux pelotons de chars australiens attaquent depuis Hargicourt les Allemands retranchés à Bony : sur les 18 blindés prévus, seuls 7 sont finalement en état de prendre part à l'action, et l'un d'eux sera détruit.

#### L'Entre-deux-guerres, la reconstruction
La Croix de guerre 1914-1918 est décernée à Hargicourt (Journal Officiel du 12 octobre 1920).
Les habitants rentrèrent peu à peu et doivent d'abord loger dans les caves ou dans des bidonvilles improvisés, puis le village fut reconstruit. Hargicourt perdit plus de la moitié de sa population, puisque de 1 459 habitants en 1911, le village n'en comptait plus que 620 en 1921.
Le monument aux morts porte les noms des 40 soldats hargicourtois morts pour la France.

#### L'ancienne gare
De 1894 à 1932, Hargicourt a possédé une gare, terminus de la ligne de chemin de fer de Roisel à Hargicourt.
La ligne a été ouverte en 1894 afin de permettre l'exploitation de mines de phosphates à Templeux-le-Guérard et Hargicourt. À partir de 1920, la ligne est exploitée par le ministère des Régions libérées (MRL), puis de 1923 à 1927 par la Société générale des chemins de fer économiques (SE) et ensuite par la compagnie des chemins de fer d'intérêt local du Nord de la France (NF).
La ligne utilise l'écartement métrique, puis est reconstruite à voie normale durant la guerre de 14. Elle est ensuite rétablie à l'écartement métrique après 1920.
Elle débutait en gare de Roisel, se séparait de la ligne d'intérêt local de la  ligne d'intérêt local de Vélu-Bertincourt au PK 0,450, puis atteignait la gare de Templeux-le-Guérard au PK 4,275. La ligne se poursuivait jusqu'à la gare de Hargicourt (PK 6,850), jusqu'à son extrémité au PK 7,9.
Les mines de phosphate étant épuisées, l'exploitation de la ligne cesse en 1932. De nos jours, la gare est devenue une habitation.

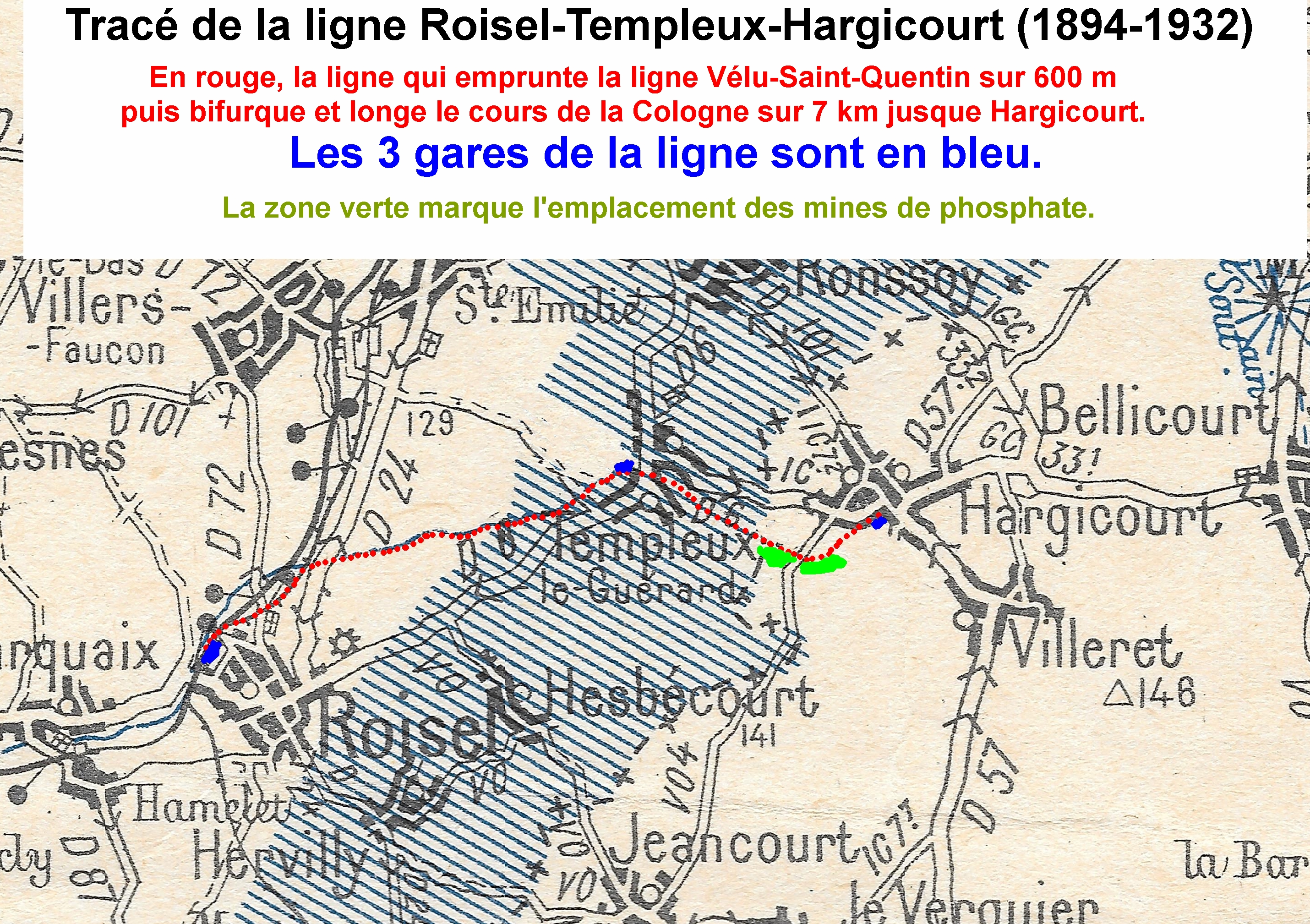
Carte de la ligne Roisel-Hargicourt.
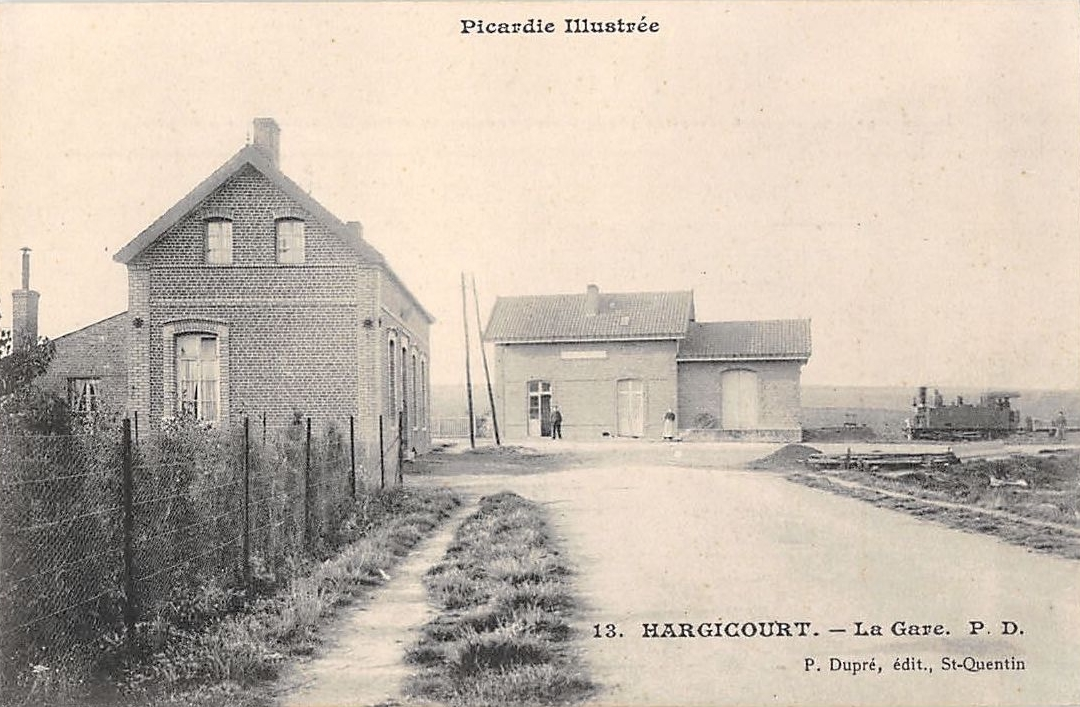
La gare d'Hargicourt vers 1925.
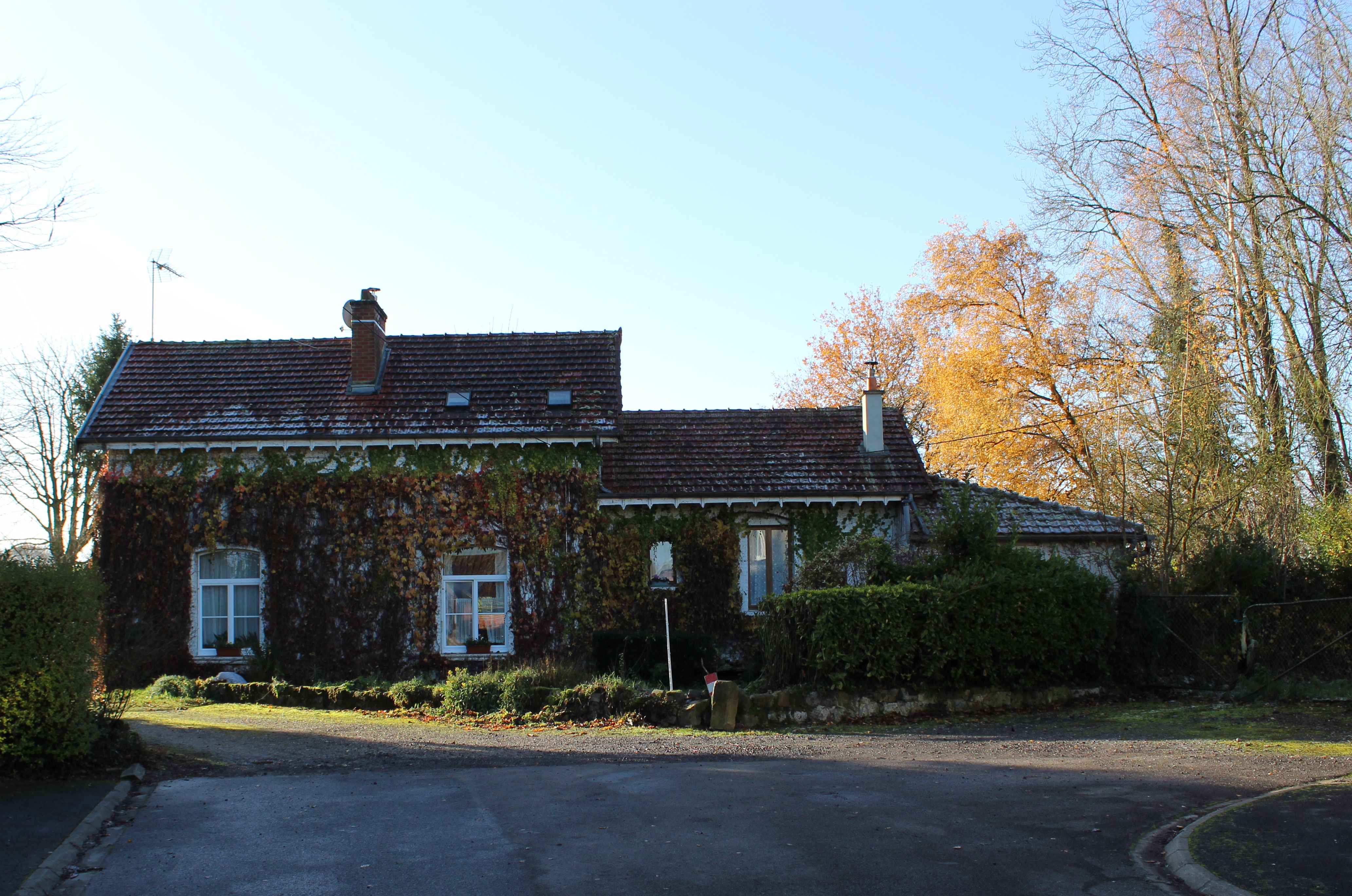
L'ancienne gare d'Hargicourt en 2017.
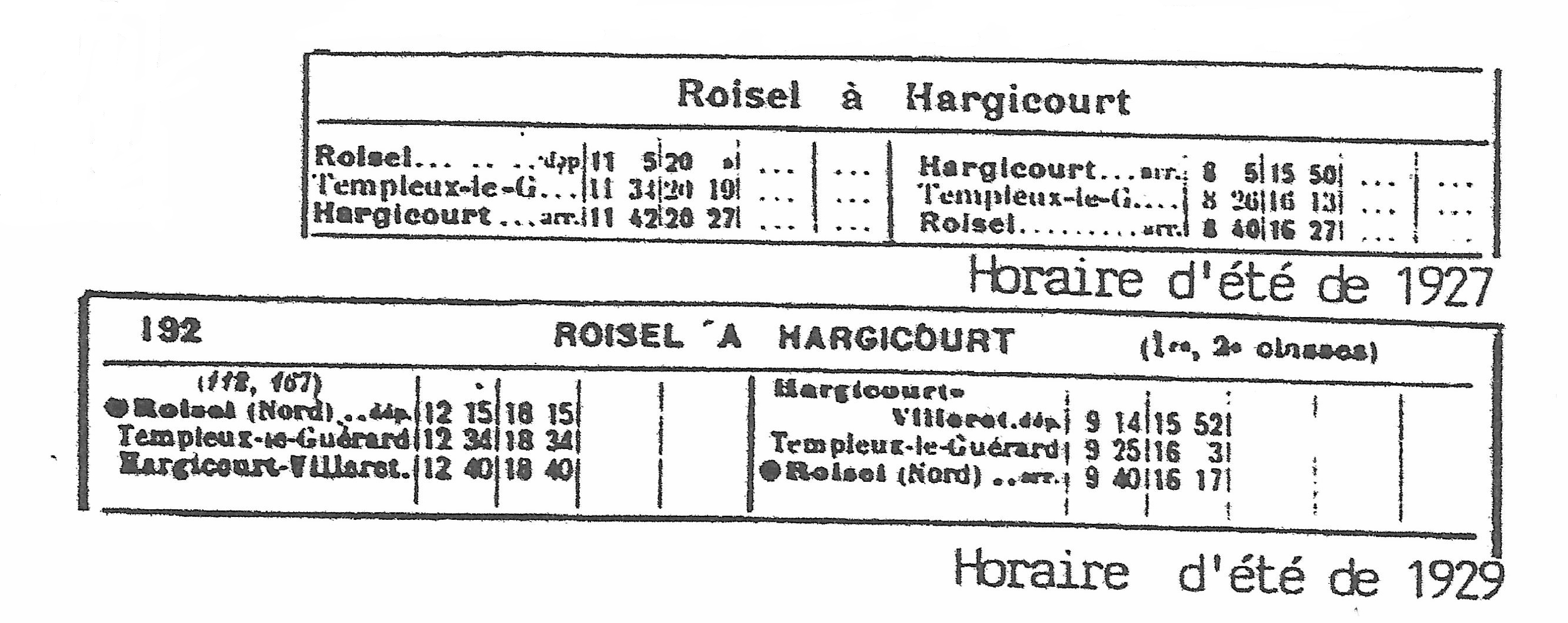
Horaire de la ligne Roisel - Hargicourt en 1927.
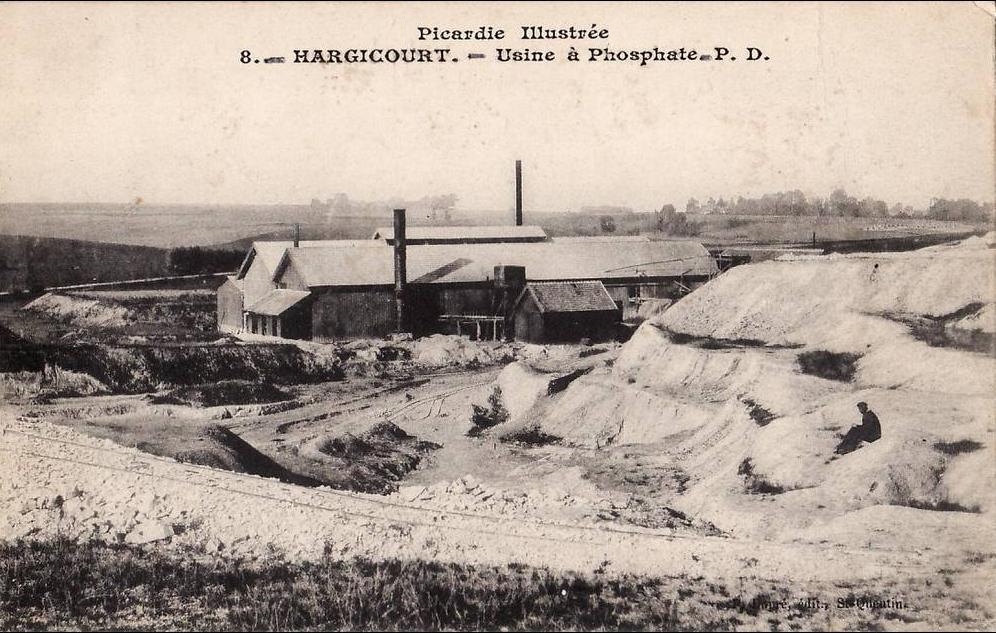
Les usines à phosphate vers 1910.

#### Seconde Guerre mondiale
En mai 1940, les Allemands rentrèrent à Hargicourt après qu'une bonne partie de la population se fut lancée sur les routes de l'exode. Après quelques excès, dont la profanation de l'église catholique et le pillage des maisons abandonnées, ce fut à nouveau l'occupation avec ses difficultés de ravitaillement. La libération en 1944 eut heureusement lieu sans combats.

## Population et société

### Démographie
L'évolution du nombre d'habitants est connue à travers les recensements de la population effectués dans la commune depuis 1793. Pour les communes de moins de 10 000 habitants, une enquête de recensement portant sur toute la population est réalisée tous les cinq ans, les populations de référence des années intermédiaires étant quant à elles estimées par interpolation ou extrapolation. Pour la commune, le premier recensement exhaustif entrant dans le cadre du nouveau dispositif a été réalisé en 2006.

En 2022, la commune comptait 551 habitants, en évolution de −6,93 % par rapport à 2016 (Aisne : −1,97 %, France hors Mayotte : +2,11 %).
| 1793 | 1800 | 1806 | 1821 | 1831  | 1836  | 1841  | 1846  | 1851  |
| ---- | ---- | ---- | ---- | ----- | ----- | ----- | ----- | ----- |
| 781  | 625  | 894  | 960  | 1 215 | 1 250 | 1 200 | 1 337 | 1 377 |

| 1856  | 1861  | 1866  | 1872  | 1876  | 1881  | 1886  | 1891  | 1896  |
| ----- | ----- | ----- | ----- | ----- | ----- | ----- | ----- | ----- |
| 1 430 | 1 488 | 1 452 | 1 484 | 1 475 | 1 437 | 1 412 | 1 460 | 1 484 |

| 1901  | 1906  | 1911  | 1921 | 1926 | 1931 | 1936 | 1946 | 1954 |
| ----- | ----- | ----- | ---- | ---- | ---- | ---- | ---- | ---- |
| 1 524 | 1 574 | 1 459 | 620  | 889  | 740  | 686  | 577  | 615  |

| 1962 | 1968 | 1975 | 1982 | 1990 | 1999 | 2006 | 2011 | 2016 |
| ---- | ---- | ---- | ---- | ---- | ---- | ---- | ---- | ---- |
| 620  | 559  | 561  | 540  | 557  | 559  | 538  | 565  | 592  |

| 2021 | 2022 | - | - | - | - | - | - | - |
| ---- | ---- | - | - | - | - | - | - | - |
| 571  | 551  | - | - | - | - | - | - | - |

### Éducation
L'école primaire et maternelle d'Hargicourt compte 43 élèves (2013). C'est une école publique. Elle est située place de la mairie. En association avec la commune voisine de Villeret, l'école d'Hargicourt n'assure que les classes de Petite Section, Moyenne Section, CM1 et CM2, l'école de Villeret assurant les classes de Grande Section, CP, CE1 et CE2.
La commune d'Hargicourt dépend de l'académie d'Amiens et l'école primaire de la commune dépend de l'inspection académique de l'Aisne.
Pour le calendrier des vacances scolaires, Hargicourt est en zone B.
Les collèges les plus proches sont à Vermand (12 kilomètres), à Beaurevoir (13 kilomètres) ou à Saint-Quentin (16 kilomètres). Les lycées et lycées professionnels sont regroupés dans l'agglomération de Saint-Quentin.
On pratique aussi dans les locaux de l'école primaire d'Hargicourt la formation continue des adultes.

### Santé
Dans le territoire de santé Aisne Nord - Haute-Somme, la densité des médecins généralistes libéraux est, au 31 décembre 2008, de 75 généralistes pour 100 000 habitants, inférieure à celle de la France hexagonale (87,4) et à celle de la région (76,9). En regard de sa population, les 224 médecins généralistes libéraux n'y sont pas parfaitement répartis. En effet, l'est du territoire de même que le sud et l'ouest de Saint-Quentin, zones rurales, ont des densités de généralistes libéraux relativement faibles.
De fait, il n'y a pas de cabinet médical à Hargicourt mais il s'en trouve dans les communes voisines : Roisel (2) à 5 kilomètres, Epehy (2) à 6 kilomètres, Nauroy (1) à 5 kilomètres, Vendhuile (1) à 6 kilomètres, Gouy (1) à 7 kilomètres. Il en va de même des pharmacies qui sont à Roisel, Epehy ou au Catelet.
En revanche, le territoire de santé Aisne Nord - Haute-Somme est bien doté dans le domaine hospitalier. Il compte quatre maternités (trois publiques et une privée) situées à Saint-Quentin (2), Chauny et Péronne et le taux de lits en obstétrique de loin le plus élevé de la région (24,8 pour 10 000 femmes de 15-49 ans domiciliées sur ce territoire et 16,9 pour la Picardie). Pour les services hospitaliers de court séjour, il dispose du nombre moyen de lits rapporté à la population le plus important des cinq territoires de santé picards pour la médecine (22,7 lits pour 10 000 habitants contre 18,2 pour l'ensemble de la région) et du second pour la chirurgie (10,9 lits pour 10 000 contre 11,0 en Picardie). Le temps d'accès théorique moyen à ces établissements est inférieur à ceux de la région et de la France hexagonale : 6,9 minutes contre respectivement 10,4 et 9,7 minutes. Pour l'accès aux urgences (11,7 minutes), la durée est inférieure à la moyenne régionale (12,8 minutes) et proche de la moyenne nationale (11,3 minutes).

### Vie associative
Hargicourt comporte plusieurs associations qui organisent plusieurs événements chaque année :
- Association Sportive d'Hargicourt ;
- Association Hargicourt Loisirs ;
- Association des Fêtes d'Hargicourt.

Il existe aussi une Association des Amis et Utilisateurs de la Maison d'Hargicourt qui vise à promouvoir l'utilisation et l'animation de la Maison d'Accueil d'Hargicourt, aujourd'hui le gîte rural.

## Économie
Avant 1914, d'importantes usines d'extraction et de conditionnement de phosphate existaient, usines entièrement détruites pendant la guerre 1914-1918

### Emplois recensés à Hargicourt
- Transports / logistique : 28
- Agriculture : 16
- Services de proximité : 7
- Administration publique : 4
- Bâtiment-travaux publics : 4
- Éducation, formation : 4

(source INSEE 2007)

### Secteurs d'activités présents à Hargicourt
- Activités immobilières : 7 entreprises
- Culture et production animale, chasse et services annexes : 5 entreprises
- Travaux de construction spécialisés : 3 entreprises
- Activités des organisations associatives : 1 entreprise
- Activités pour la santé humaine : 1 entreprise
- Activités sportives, récréatives et de loisirs : 1 entreprise
- Administration publique et défense ; sécurité sociale obligatoire : 1 entreprise
- Restauration : 1 entreprise
- Action sociale sans hébergement : 1 entreprise
- Transports terrestres et transport par conduites : 1 entreprise

(source INSEE 2007)

### Tourisme
Hargicourt dispose d'un gîte rural surtout adapté au séjour de petits groupes de 6 à 21 personnes. Il est situé rue Caron dans l'ancien presbytère protestant.

## Culture locale et patrimoine

### Lieux et monuments
- Église Saint-Pierre d'Hargicourt, fondée sans doute au XIe siècle mais entièrement détruite pendant la Première Guerre mondiale et reconstruite en 1927. Pendant la reconstruction, on exhuma une inscription datant de 1040[1].
- Chemin de croix dans l'église offert par les autorités allemandes, exécuté par Henri Dropsy (1885-1969).
- Temple protestant, rue Caron. Un premier temple datant de 1897, avec un portail monumental surmonté d'un clocher qui dominait la vallée, fut détruit en 1917 au cours de la Première Guerre mondiale. Un nouveau temple, un peu plus petit, a été reconstruit en 1928 avec l'aide de donateurs américains.
- Gite rural construit dans l'ancien presbytère protestant à côté du temple[34]. La reconstruction du presbytère fut financée par les mêmes donateurs ainsi que le précise une plaque apposée sur le bâtiment : « Ces édifices ont été construits par les Églises Unies Presbytériennes de l'Amérique du Nord en souvenir des héros américains qui donnèrent leur vie en France pour la liberté l'humanité et la paix du monde ».
- Monument aux morts.
- Motte au sud-ouest du bourg, signalée par Salch[35].
- Cimetière protestant, qui comporte de très anciennes tombes.
- Hargicourt British Cemetery, le cimetière militaire britannique de la Commonwealth War Graves Commission, à côté du cimetière protestant. Mis en place dès 1917 et utilisé à nouveau en 1918, ce cimetière contient plus de trois cents sépultures dont une trentaine non identifiées. Sur les 277 combattants identifiés, 71 appartiennent au Royal Northumberland Fusiliers (en) et 40 au Royal Scots ; on compte aussi 22 sépultures de cavaliers de l'Armée des Indes[24].
- Hargicourt Communal Cemetery Extension, le cimetière militaire britannique de la Commonwealth War Graves Commission, à côté du cimetière communal.

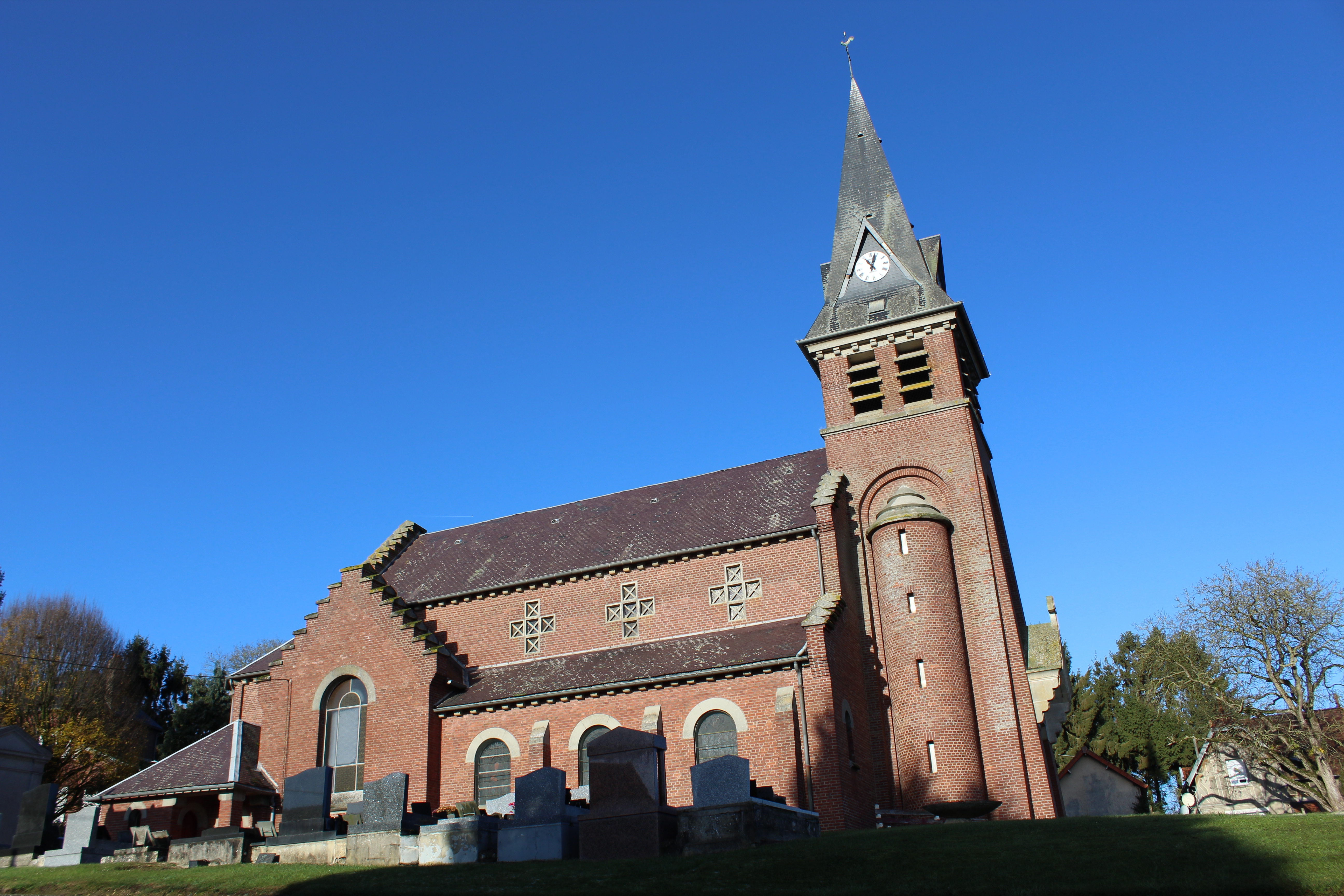
L'église.
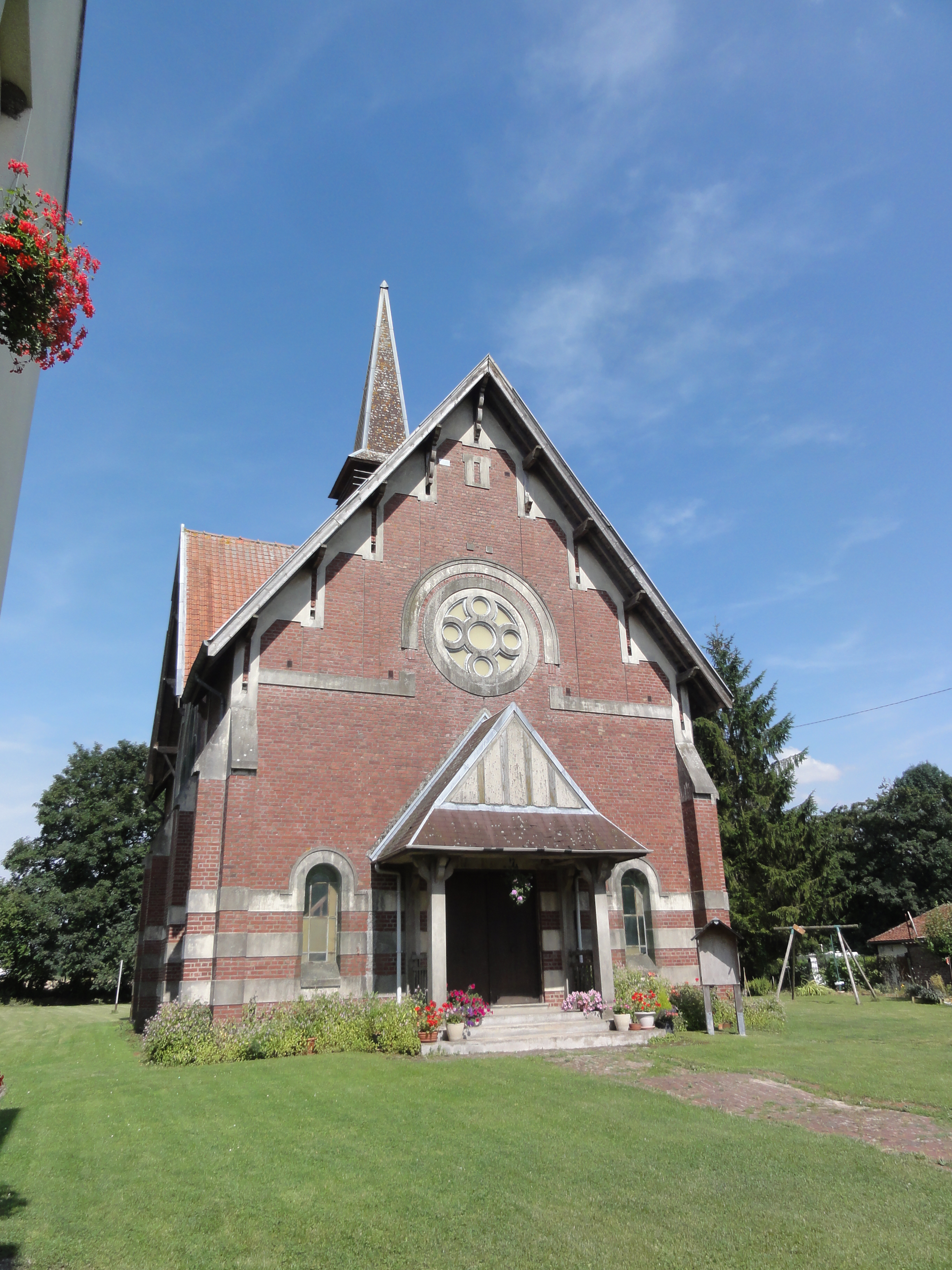
Temple protestant.
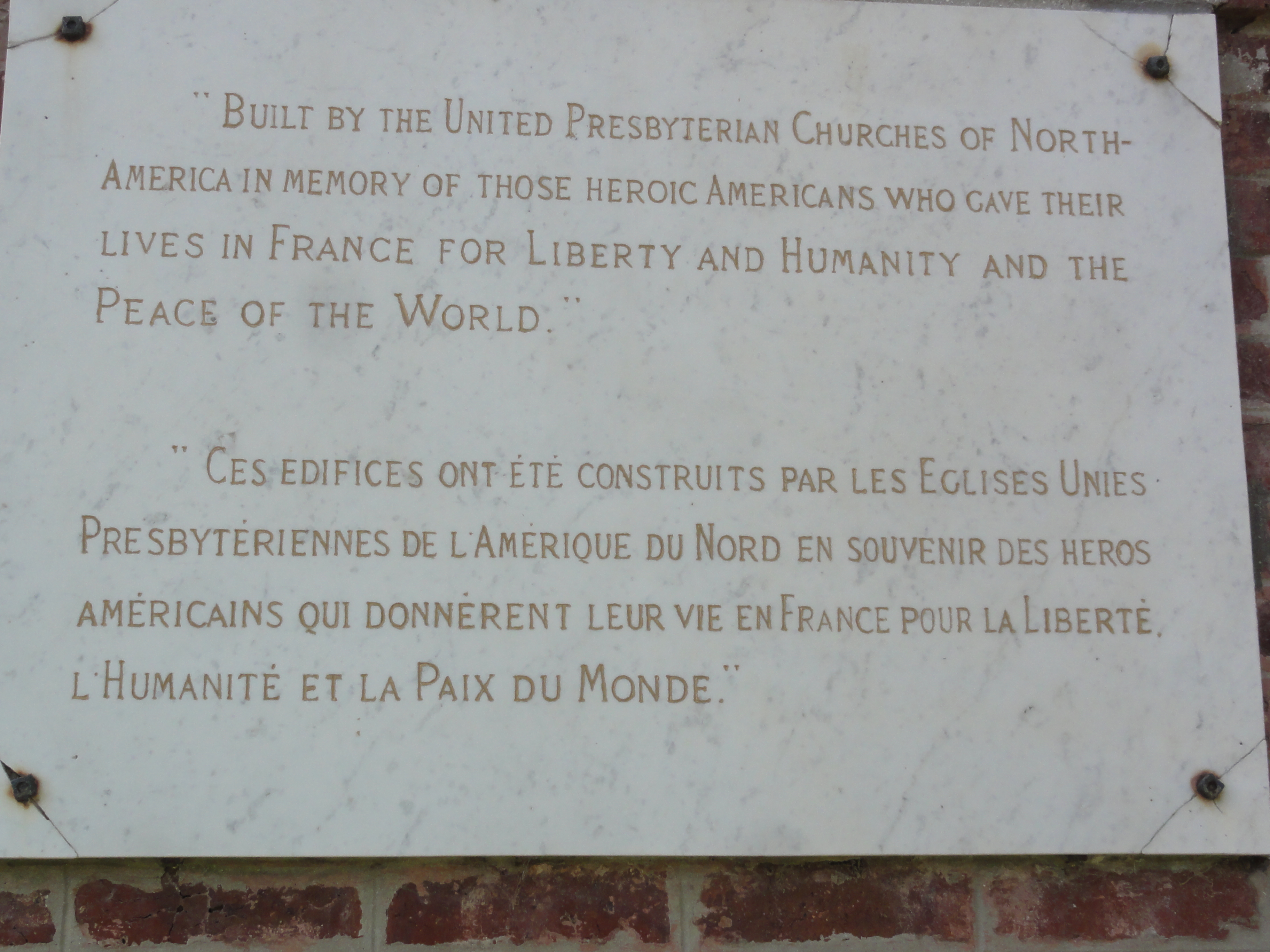
Plaque commémorative temple et presbytère protestant.
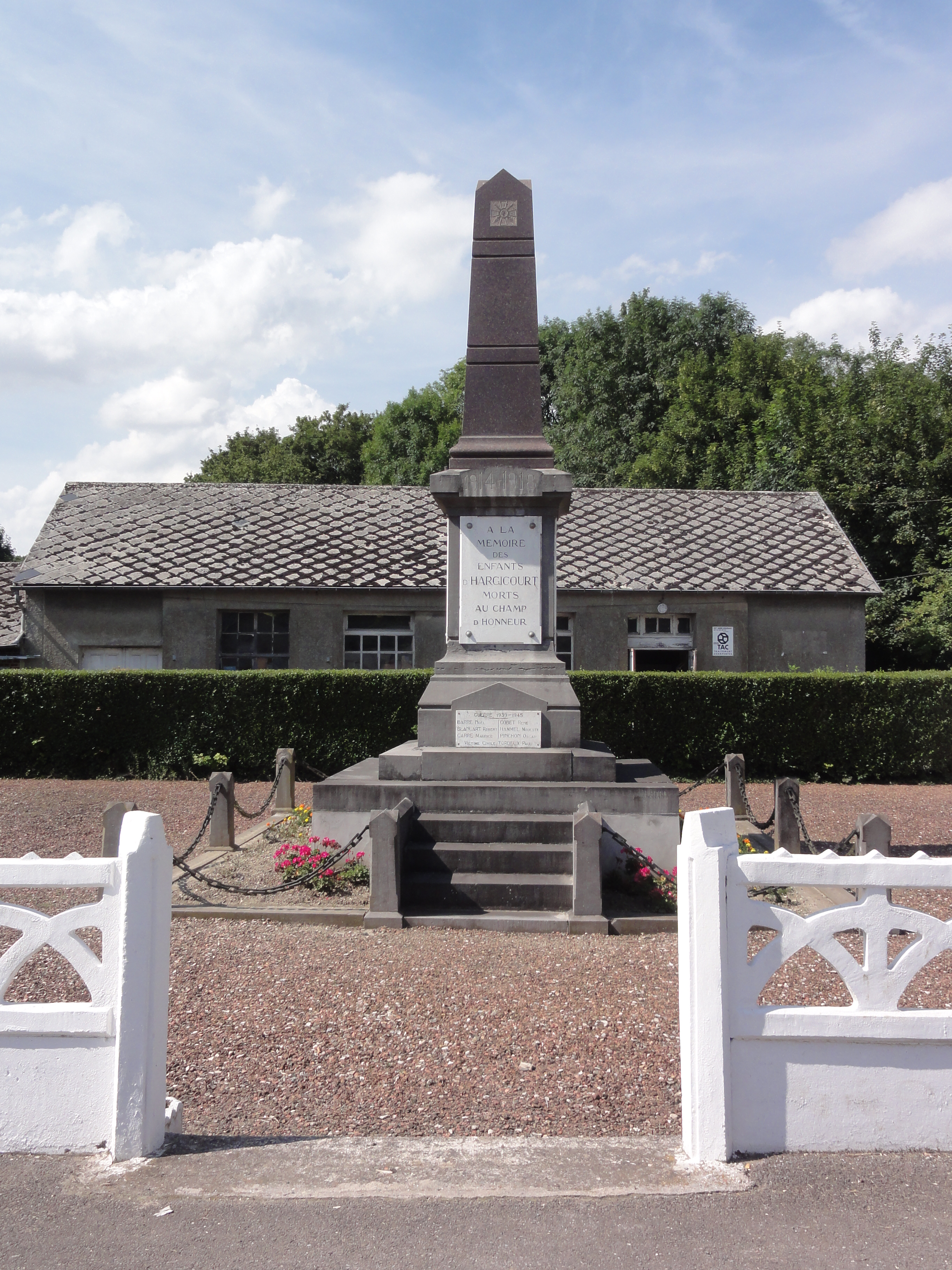
Monument aux morts.
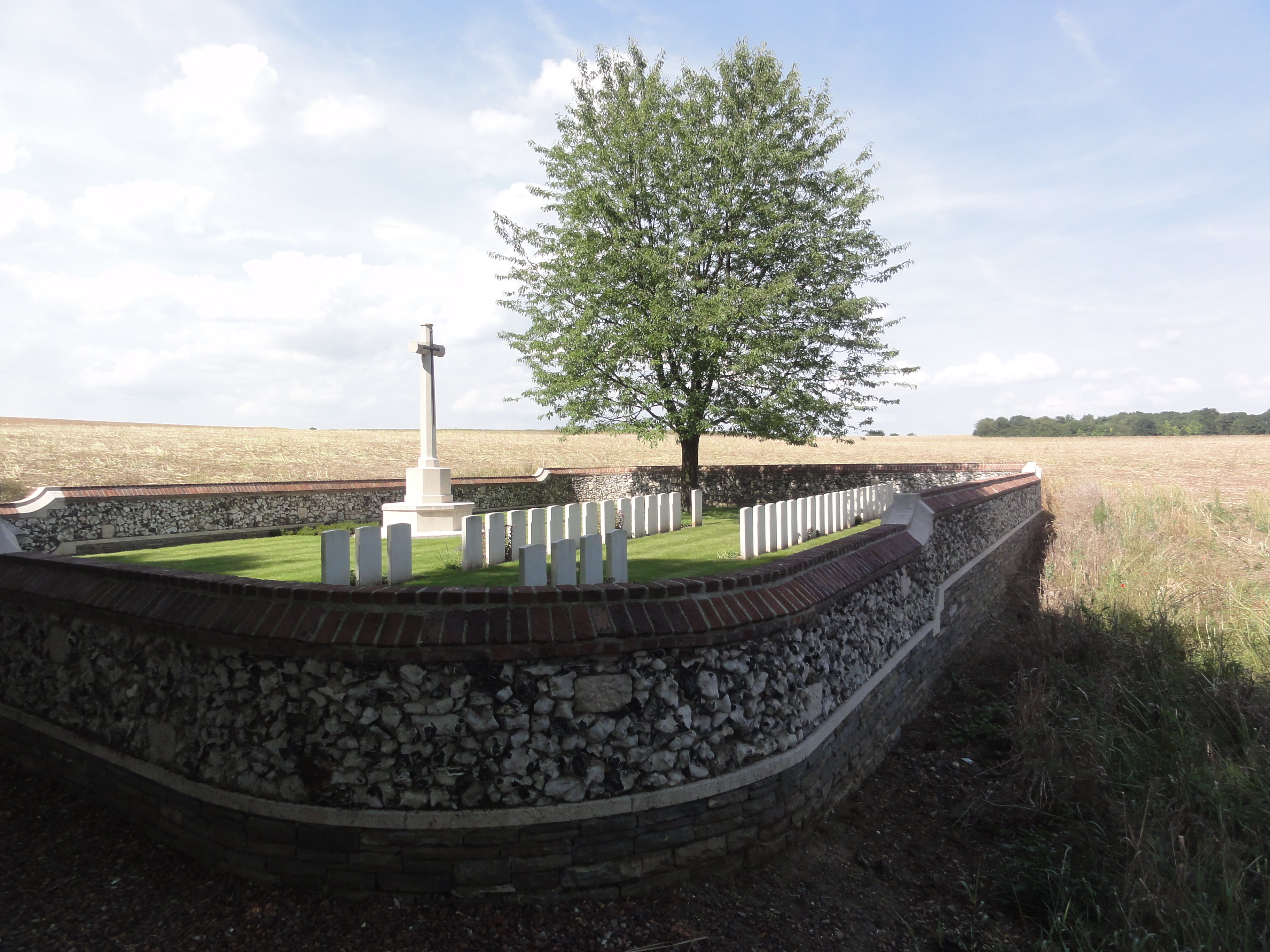
Hargicourt Communal Cemetery Extension, de la CWGC.

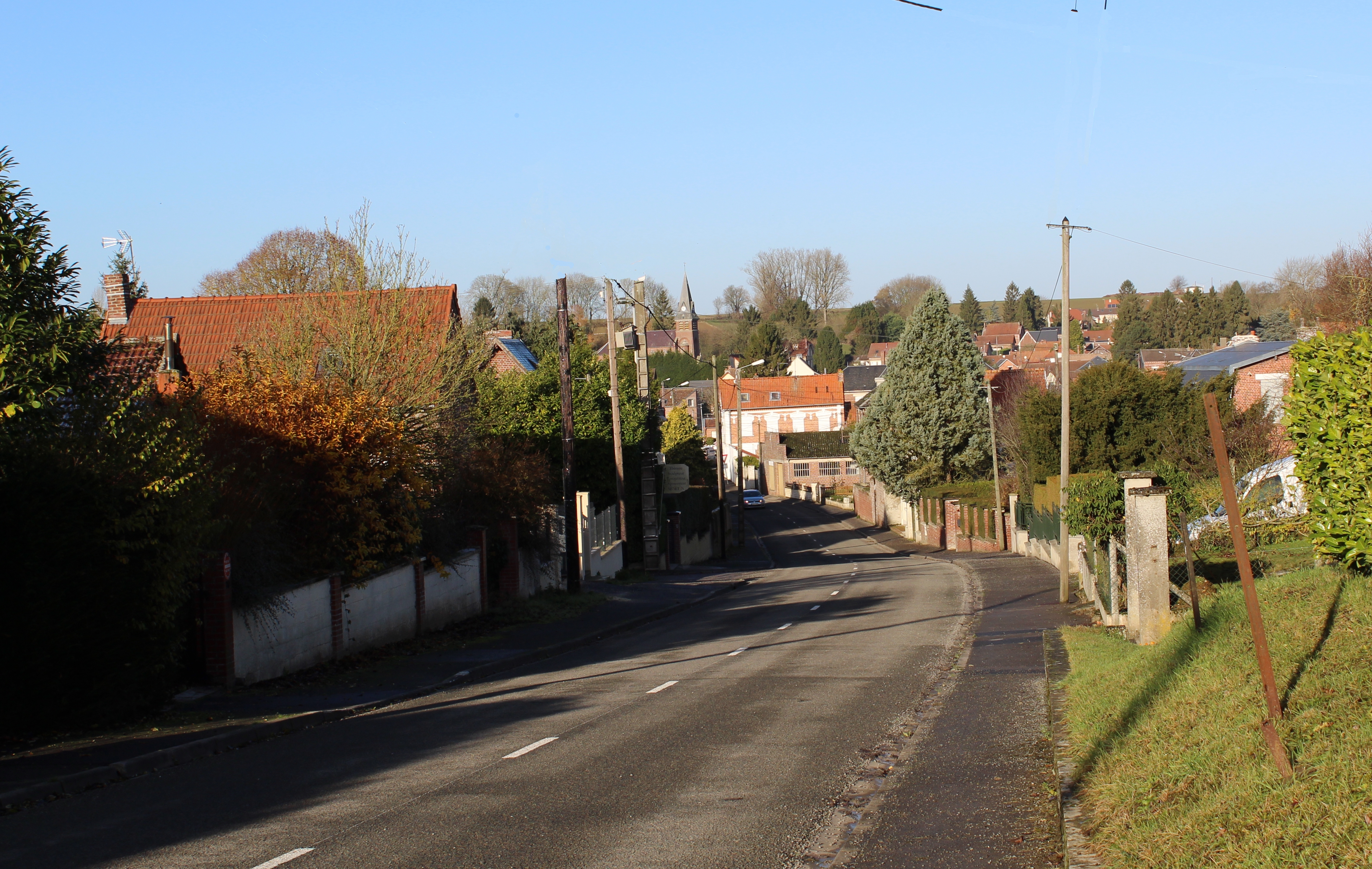
Vue du village depuis la rue de Villeret.
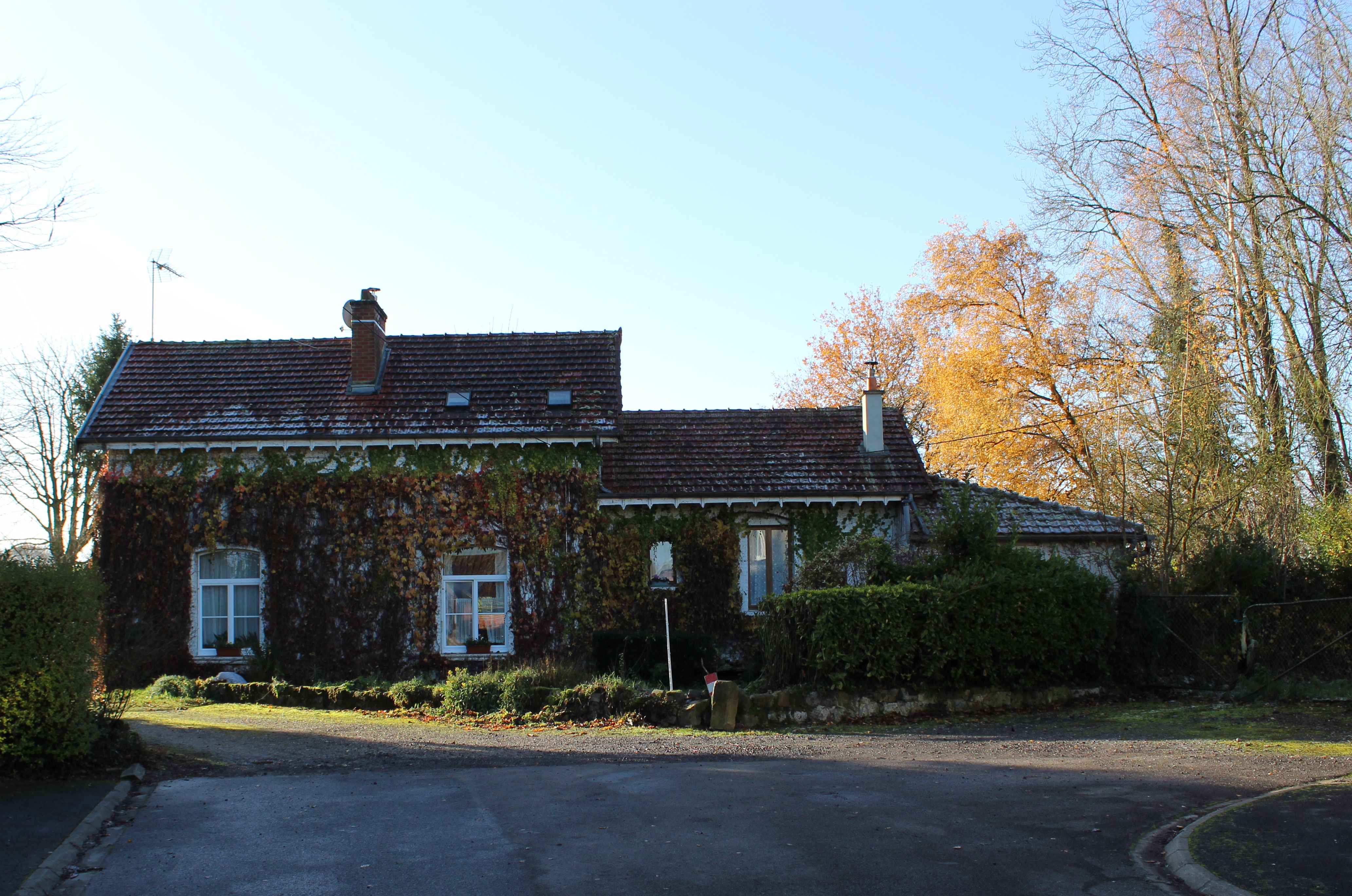
L'ancienne gare.
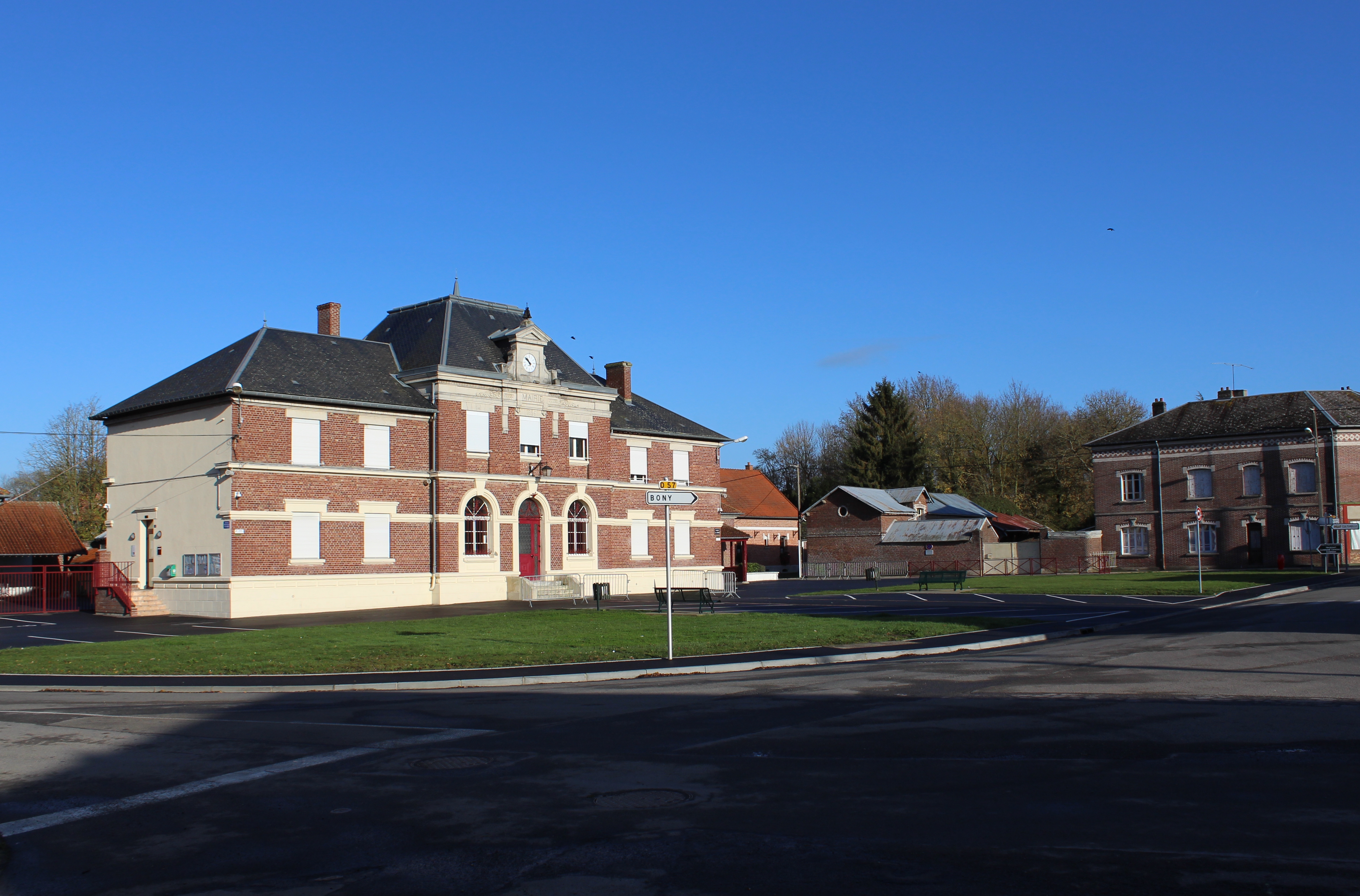
La place de la mairie.

### Personnalités liées à la commune
- Le couple d'artistes brut A.C.M. y habite et y travaille.
- Hargicourt est le berceau d'une famille Trocmé dont descendent notamment le pasteur André Trocmé, pacifiste à l'origine du réseau de sauvetage des enfants juifs du Chambon-sur-Lignon pendant la Deuxième Guerre mondiale et le théologien protestant Étienne Trocmé[20].

### Héraldique
| Blason de Hargicourt | Blason  | D'azur au chevron d'or chargé d'un trèfle de gueules, accompagné de quatre pattes de lion d'or armées de gueules, deux en chef et deux en pointe. |
| Blason de Hargicourt | Détails | Le statut officiel du blason reste à déterminer.                                                                                                  |